# Le Magasin d'antiquités
The Old Curiosity Shop
Vous lisez un « article de qualité » labellisé en 2011.  Il fait partie d'un « thème de qualité ».
Le Magasin d'antiquités, en anglais The Old Curiosity Shop, est, avec Barnaby Rudge, l'un des deux romans que Charles Dickens (1812-1870) a publiés, en compagnie de quelques nouvelles, dans son anecdotique et éphémère revue L'Horloge de Maître Humphrey, parue de 1840 à 1841, puis en un volume en 1841. Master Humphrey est censé être le narrateur des premiers chapitres, puis l'histoire est confiée, sans transition, à une autre voix.
Il concerne la jeune Nell Trent (la petite Nell) qui vit avec son grand-père maternel, dont le nom n'est jamais révélé, dans une vieille maison de Londres appelée « The Old Curiosity Shop », car elle comprend en rez-de-chaussée un magasin d'antiquités bourré, selon Gilbert Keith Chesterton, d'« objets grotesques et sinistres, d'armes bizarres, de décorations en volutes diaboliques ».
Centrée sur les deux protagonistes, le grand-père et la petite-fille, l'intrigue est d'abord marquée par le mystère. Pourquoi cette situation ? Pourquoi l'absence du vieil homme pendant la nuit ? Bientôt, cependant, le voile se déchire avec l'intervention de plus en plus appuyée du nain Daniel Quilp, aussi difforme d'aspect que roué et cruel de tempérament. Divers comparses prennent également substance, soit du côté du couple des protagonistes, soit de celui de ses persécuteurs, jusqu'au jour où, par une décision dont l'enfant a l'idée, l'intrigue s'ouvre brusquement sur le monde et bascule dans le champ du picaresque, avec l'errance, l'aventure de la route, les rencontres inopinées. Dès lors, le pathos, déjà appuyé dans la première partie, s'amplifie jusqu'à devenir extrême, Dickens ayant, sans rémission possible, fondé son histoire sur le sort pitoyable d'une orpheline et d'un vieillard, qui plus est en situation de faiblesse et en butte à l'adversité, les deux suscitées par la convoitise et la concupiscence des plus vils.
La mort de la petite Nell, bientôt suivie de celle de son grand-père, reste l'un des événements les plus célèbres de la fiction anglaise ; à l'époque de la parution des feuilletons, elle a suscité une vague de réactions jusqu'alors inédite : des milliers de lecteurs, des hommes semble-t-il, ont imploré Dickens de garder l'enfant en vie, puis des milliers d'autres ont exprimé leur deuil de sa disparition qui a pris l'envergure d'une catastrophe nationale.
The Old Curiosity Shop a d'emblée connu un succès considérable que le temps n'a pas démenti, quoique les critiques se soient peu à peu détournés du pathos qu'il contient. Il a été dès 1909 porté à l'écran et, depuis, les adaptations filmiques ou télévisuelles se succèdent.
La plus récente traduction de l'œuvre en français est celle de Sylvère Monod et Marcelle Sibon dans la Bibliothèque de la Pléiade (1963).

## La genèse du roman

### Le deuil de Mary Scott Hogarth

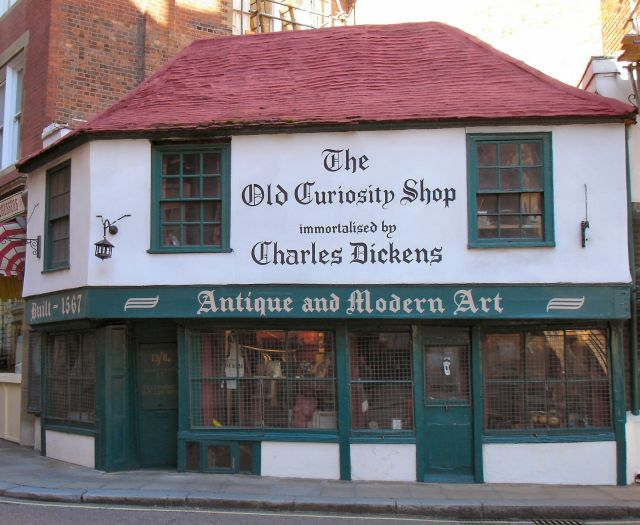
The Old Curiosity Shop, Londres.

À l'été de 1839, Dickens a derrière lui trois années fructueuses : Pickwick Papers, publié de 1836 à 1837, Sketches by Boz, lui aussi de 1836, bientôt rattrapé par Oliver Twist (1837-1839) que rejoint Nicholas Nickleby (1838-1839). La plupart de son temps, cependant, il l'occupe au journalisme avec le Morning Chronicle, puis le Bentley's Miscellany, qui a fait paraître Oliver Twist. De plus, il a épousé Catherine Thomson Hogarth en avril 1836 et, deux années plus tard, est père de deux enfants. Événement très marquant aussi, la mort subite le 17 mai 1837 de Mary Scott Hogarth (1820-1837), sa jeune belle-sœur de dix-sept ans, à demeure depuis quelque temps chez les Dickens, pour laquelle il éprouve une tendresse infinie et qu'il pleurera toute sa vie,. C'est en pensant à Mary que Dickens écrit The Old Curiosity Shop avec Nell Trent pour héroïne, comme il l'a déjà tout récemment fait pour la Rose Maylie d'Oliver Twist et la Kate de Nicholas Nickleby, inspiration plus tard renouvelée avec l'Agnes de David Copperfield (1849-1850),.

### La débâcle deMaster Humphrey's Clock
Au départ de ce quatrième roman, il est plutôt question d'un conte assez court, que raconte un vieil excentrique à un groupe d'amis à l'esprit curieux, et surtout passionné par les histoires extraordinaires du passé. Cette idée va connaître toute une série de bouleversements, et le manuscrit, de sa conception à sa publication, subir, dans sa forme et son contenu, une véritable métamorphose. L'accord passé avec Bentley en août 1836 oblige Dickens à livrer Barnaby Rudge en janvier 1840, si bien que, dès l'automne 1839, alors qu'il est en plein travail sur Nicholas Nickleby, il s'applique à son nouveau roman. John Forster note, cependant, l'anxiété qui l'étreint à l'idée d'une nouvelle série de vingt numéros. Qui plus est, il négocie depuis juillet 1839 avec Chapman & Hall le projet de ce qu'un encart dans le numéro 17 de Nicholas Nickleby d'août 1839 appelle « une nouvelle œuvre, d'une facture encore inédite, selon un plan entièrement nouveau ». Il s'agit, selon une idée de Dickens, d'un périodique dans la tradition des vieux clubs anglais, avec des histoires, des essais, des esquisses, le tout raconté par les membres et agrémenté de gravures sur bois parsemant le texte. Dickens s'inspire du célèbre périodique du XVIIIe siècle, The Spectator, et aussi de la formule de son récent Pickwick Club, tant et si bien qu'au départ, il a l'intention d'en réutiliser les deux personnages principaux. De cette nouvelle entreprise, il escompte de gros profits : 11 000 £ pour lui et 5 000 pour Chapman.

### Le retour à l'ancienne formule
Si le premier numéro se vend à près de 70 000 exemplaires, l'euphorie du public dure peu, d'autant que les gravures sur bois, très chères, font grimper le prix des suivants. En réalité, les lecteurs réclament les vingt numéros auxquels ils sont habitués et non pas une formule raccourcie, et avec les illustrations, celles de Phiz ou de Catermole, qu'ils apprécient depuis longtemps. Dickens lui-même le concède dans la préface de 1848 de l'édition dite « à bas prix » (cheap edition). D'où cette idée d'une sorte de conte d'enfant qui surgit lors d'une visite à Bath en mars 1840, raconté par Master Humphrey lui-même. Le premier épisode, en effet, paraît en avril, le deuxième le 16 mai, mais dès le troisième chapitre, le narrateur, ce monsieur âgé qui aime à déambuler dans les rues de Londres et, à l'occasion, secourir les petites filles égarées, a déjà changé : Master Humphrey s'est discrètement effacé et, comme sa plume, la nouvelle revue Master Humphrey's Clock a quitté les presses sans tambour ni trompette. La voie est donc libre pour les autres numéros et les ventes reprennent leur essor, s'envolant même jusqu'à 100 000 exemplaires par semaine et ainsi justifiant, par cet engouement, la pertinence du changement.

## L'intrigue
The Old Curiosity Shop raconte l'histoire de Nell Trent, belle et vertueuse jeune fille de « pas tout à fait quatorze ans ». Orpheline, elle vit avec son grand-père maternel, resté sans nom, au milieu du bric-à-brac de son magasin d'antiquités. Son existence est solitaire, presque uniquement consacrée à l'amour du vieillard et aux soins qu'elle lui prodigue ; sans véritable compagne ou compagnon de son âge, son seul ami est Kit, le jeune employé de la boutique à qui elle tente d'enseigner l'écriture.

### Seule, la nuit
Secrètement obnubilé par la crainte que sa petite-fille ne meure dans la pauvreté comme ses parents, le vieil homme mène une vie secrète et s'absente chaque nuit. Ce n'est qu'après une cinquantaine de pages que le mystère de ses absences est révélé : il joue de grosses sommes d'argent aux cartes et, pour garantir ses mises, emprunte régulièrement à un usurier, le nain Daniel Quilp qui, difforme et sadique, terrorise son entourage, y compris sa jeune épouse, et pratique sarcasme et ironie avec virtuosité. Bientôt, tous les biens du vieil homme sont gagés et Quilp prend possession des lieux.
Le vieil antiquaire ruiné sombre dans une profonde mélancolie et sa vie reste en suspens pendant de longs mois, alors que Quilp et son sbire Sampson Brass, homme de loi reconnu mais servile, campent sur les lieux. Nell veille son grand-père jour et nuit et, dès qu'il reprend quelques forces, les deux esseulés décident secrètement de s'enfuir sur les routes et vivre à la belle étoile de mendicité. Leurs pas, guidés au début par le seul hasard, les conduisent peu à peu dans les Midlands, suivant une route semée d'embûches et de terreurs, qui a été plus ou moins identifiée.

### La fuite et la chasse

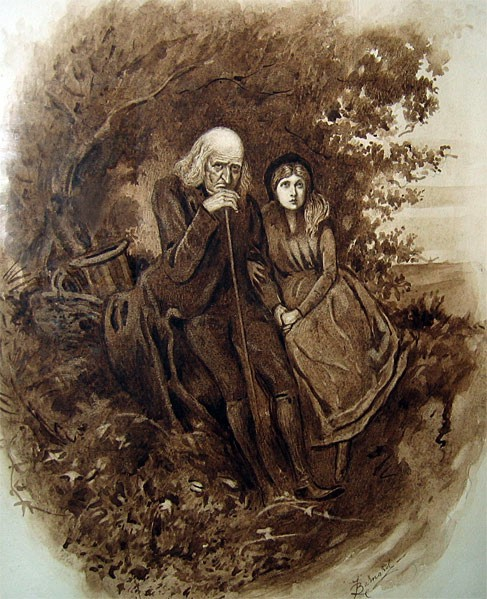
Les fugitifs, par Fred Barnard (c. 1870).

Pendant ce temps, convaincu que le vieil homme a amassé une fortune pour sa petite-fille, le frère prodigue de Nell, Frederick, persuade sans trop de difficulté le naïf Dick Swiveller de les rechercher, afin que Nell épouse ce dernier et que l'héritage du grand-père tombe entre leurs mains. À cette fin, ils s'allient à Quilp, bien conscient, lui, qu'il n'y a rien à gagner, mais que son sadisme incite à encourager leurs espoirs pour mieux jouir ensuite de la détresse de tous.
Le nain se met donc en chasse ; la traque est difficile car les fugitifs laissent peu de traces. Dick Swiveller est placé comme clerc à l'étude de Sampson Brass, de manière à garder un œil sur lui. Là, il se prend d'amitié pour une bonne à tout faire fort maltraitée, qu'il surnomme « la Marquise (the Marchioness) ». De son côté, la jeune Nell, après avoir rencontré des personnages dont certains se montrent gentils et d'autres odieux, réussit à conduire son grand-père dans une retraite paisible et sûre (peut-être Tong, dans le comté du Shropshire, à l'ouest des Midlands). Le voyage, les intempéries, les privations, cependant, ont eu raison de sa santé, et la jeune fille tombe bientôt malade.

### Le retournement et le dénouement
Kit, quant à lui, laissé sans travail, s'est trouvé un emploi chez les excellents Mr et Mrs Garland qu'il a rencontrés au hasard des rues. Il y reçoit la visite d'un mystérieux gentleman, célibataire semble-t-il (a single gentleman), qui cherche à savoir ce que sont devenus Nell et le vieil homme. Le monsieur en question et la mère de Kit se lancent alors aussi à leur recherche. En chemin, ils rencontrent Quilp qui prend Kit en grippe et s'arrange pour le faire accuser de vol et condamner à la déportation. Dick Swiveller, cependant, aidé de son amie la Marquise, prouve l'innocence du jeune homme, et c'est Quilp qui, désormais, se trouve pris en chasse, jusqu'à ce que, victime d'un accident, il s'enlise dans la Tamise en tentant d'échapper à ses poursuivants.
Le dénouement approche : une heureuse coïncidence permet à Mr Garland d'apprendre où se cachent Nell et son grand-père ; il part les retrouver en compagnie de Kit et du monsieur célibataire, frère cadet du vieil homme, apprend-on, donc grand-oncle de l'héroïne. Hélas, la jeune fille a déjà succombé, ce que nie le grand-père qui, ayant perdu la raison, passe son temps assis sur la tombe à gémir et attendre qu'elle revienne. Quelques mois plus tard, il meurt à son tour. Ainsi se termine l'histoire de Nell Trent du magasin d'antiquités.

## Réception critique

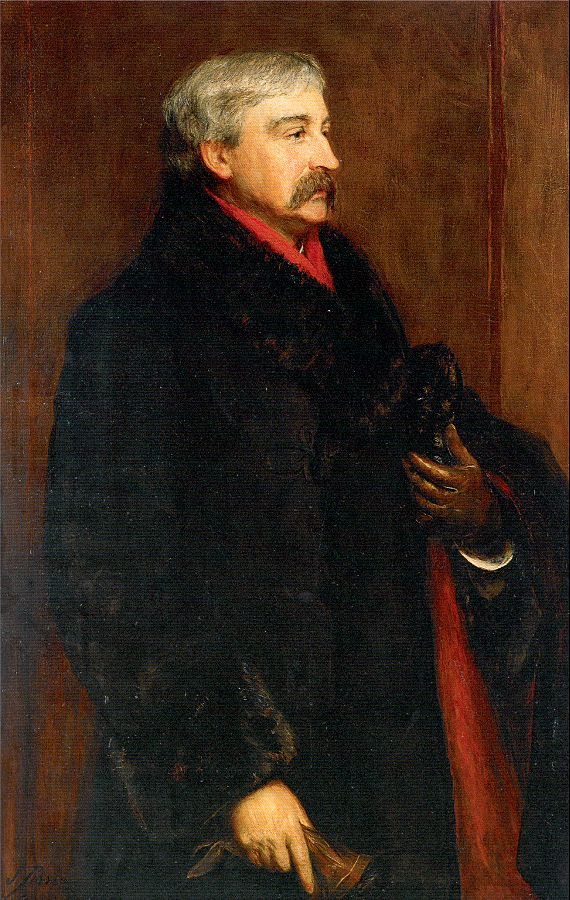
Bret Harte, le poète américain endeuillé.

Oscar Wilde a écrit qu'« il faudrait avoir un cœur de pierre pour lire la mort de Nell sans fondre en larmes… de rire ». Quant à Aldous Huxley, il trouve le récit « inepte et d'un sentimentalisme vulgaire » (« inept and vulgarly sentimental »). De fait, nombre d'écrivains ont reproché à Dickens l'emphase pathétique qu'il a donnée à son personnage, dans sa mort comme dans sa vie. Si G. K. Chesterton nuance son propos en écrivant que « ce n'est pas la mort de la petite Nell que je lui reproche, mais sa vie », George Bernard Shaw, lui, dit crûment que « Nell n'est qu'une sorte d'oignon littéraire, destiné à faire pleurer ».
De tels jugements ont été proférés en un temps, le début du XXe siècle, où le sentimentalisme victorien est battu en brèche. Lors de la publication du roman, cependant, et dans les années qui ont suivi, même si l'hommage n'a pas été universel (Fitzjames Stephen, par exemple, trouvant suspect que le romancier se vautre ainsi dans la douleur de son personnage et en concluant qu'il a dû y puiser une certaine délectation), les commentaires s'avèrent bien plus indulgents. Ainsi, Francis Jeffrey, selon Peter Preston, l'un des critiques les plus intellectuels et lucides de l'époque, affirme avoir été si désolé à la lecture du livre que l'un de ses visiteurs, le trouvant en larmes à son bureau, a cru à un deuil familial. Et d'autres sommités littéraires, Thomas Hood, W. S. Landor, même le sévère Thomas Carlyle, ont succombé à la douleur lorsque Nell est morte. La vague de tristesse ne s'est pas arrêtée aux frontières de l'Angleterre. Alors que les vapeurs en provenance de Liverpool accostaient à New York, une foule de lecteurs impatients attendait sur les quais avec cette question lancée aux passagers qui débarquaient : « Est-ce que la petite Nell est morte ? » (« Is Little Nell dead? »), et le jeune poète américain Bret Harte (1836-1902) écrit un poème, Dickens in Camp, qui raconte une veillée au coin de la cheminée parmi les cavaliers des « sombres Sierras » (dim Sierras), pendant laquelle Le Magasin d'antiquités est lu à haute voix par les plus jeunes d'entre eux jusqu'à ce que « tombent leurs soucis comme aiguilles mortes se détachant des pins dans la tempête »,.
Pour autant, à la suite de G. K. Chesterton qui émet l'hypothèse en 1907 que le pathos déployé lors de la mort de Nell relève non pas de la facilité mais d'une véritable intention artistique, la critique s'est peu à peu faite plus constructive. Différentes grilles de lecture ont été proposées et la scène se revêt aujourd'hui de plusieurs significations, allégorique, mystique ou même ironique,.

## Les personnages

### Personnages principaux

#### La cellule initiale et son premier cercle
- Nell Trent : l'héroïne du roman ; belle jeune fille de quatorze ans au début de l'histoire, elle vit chez son grand-père au magasin d'antiquités.
- Le grand-père, qui n'est jamais désigné par son nom : c'est le grand-père maternel de Nell ; d'un âge avancé, il est le propriétaire du magasin et passe ses nuits au jeu pour essayer d'amasser une fortune qu'il destine à sa petite-fille.
- Christopher Nubbles (Kit) : jeune garçon au grand cœur, entièrement dévoué à Nell ; employé au magasin, ses attitudes et sa manière de parler sont touchantes et souvent amusantes.
- Frederick Trent (Fred) : frère de Nell, âgé de vingt-et-un ans, prêt à beaucoup pour se procurer de l'argent sans trop travailler.
- Richard Swiveller, dit Dick : c'est un ami de Frederick, le frère de Nell, qui vit au-dessus d'un buraliste. Prompt à faire le coup de poing, il ambitionne d'épouser l'héroïne, rosse le nain Quilp à l'occasion et entreprend lui aussi de retrouver les fugitifs. Au fur et à mesure que se déroule le roman, Dick, bon bougre ayant mal choisi ses amis[25], gagne en sympathie et finit par basculer dans le camp des gentils.

#### Le nain et ses sbires
- Daniel Quilp, le « nain » (dwarf) : usurier-brocanteur roué, cruel, sadique, sarcastique, qui, grâce à ses prêts, finit par s'approprier les biens d'autrui, en particulier ceux du vieil homme. À la fois comique et méchant, c'est une canaille drôle, que Dickens a campée avec un luxe de détails. Il finit par trouver la mort lorsque, la fortune s'étant retournée contre lui, de poursuivant il devient poursuivi.
- Sampson Brass : homme de loi grossier et dénué de scrupule, à la botte de Quilp, qu'il assiste dans toutes ses basses besognes.
- Miss Sarah (Sally) Brass : sœur de Sampson Brass, masculine d'aspect, qui l'aide dans son travail.
- Betsy Quilp : jeune et jolie épouse de Daniel Quilp, qui vit dans la terreur de son mari et exécute ses moindres désirs avec résignation.
- Mrs Jiniwin : mère acariâtre de Betsy, qui s'oppose à son gendre mais subit aussi ses caprices.
- Tom Scott : « le garçon à l'envers », qui passe le plus clair de son temps perché sur la tête les jambes en haut. Il est employé de Quilp qui le rudoie mais semble éprouver pour lui une étrange affection.

#### D'excellentes gens en chemin

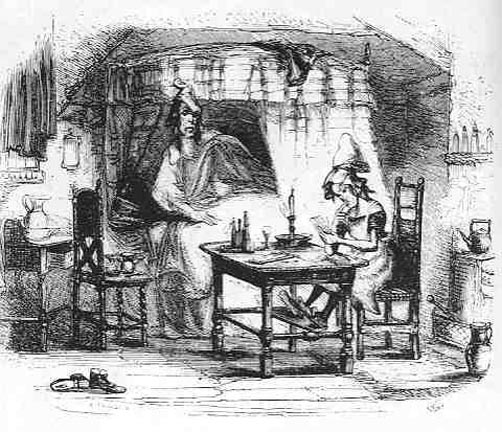
Cette diablesse de marquise, par Phiz (1840).

- Mrs Nubbles : mère de Kit, qui la respecte, l'admire et l'aime tendrement ; elle est toujours serviable et de bonne humeur, son humble maison ouverte à qui est dans le besoin.
- Jacob Nubbles : garçonnet, frère de Kit.
- Bébé Nubbles : au berceau, deuxième frère de Kit.
- Mr Garland : vieux monsieur corpulent au pied bot, un bien brave homme, ne contrariant jamais son poney qui n'en fait qu'à sa tête, avec une prédilection pour les zigzags.
- Mrs Garland : l'épouse de Mr Garland, très grosse et très gentille.
- Abel Garland : leur fils de vingt-huit ans, calme et paisible, toujours accroché aux basques de ses parents.
- Mr Witherden : souvent appelé « le Notaire », il s'occupe avec beaucoup d'obséquiosité de certains documents des Garland.
- Mr Chuckster : employé de Mr Witherden, qui a tendance à rire de tout et de rien.
- Barbara : la bonne des Garland.
- Mr Marton : maître d'école dans un petit village, qui accueille Nell et son grand-père.
- Mrs Jarley : propriétaire d'une caravane faisant office de musée de cire.
- Bevis Martks : personnage mystérieux, locataire des Brass, qui cherche à savoir où se cachent Nell et son grand-père. Il est souvent appelé « Le Logeur » ou « Le Célibataire », ou encore « L'ami de Mr Garland », ou enfin « Le Cadet ».
- Une jeune servante des Brass, plus tard surnommée « La Marquise (The Marchioness) » ou Sophronia Sphynx.

### Personnages secondaires
- Le narrateur : Master Humphrey pour les trois premiers chapitres, puis il passe la main. Plutôt âgé, il aime à déambuler dans les rues de Londres.
- Sophia Wackles : jeune fille de vingt ans qui s'occupe d'une école avec sa mère et ses sœurs. Dick Swiveller lui fait miroiter le mariage, encore qu'il préférerait épouser Nell qu'il croit être une riche héritière.
- Melissa Wackles : sœur de Sophia, qui ne porte pas vraiment Dick Swiveller dans son cœur.
- Jane Wackles : la benjamine de la famille Wackles, âgée de seize ans.
- Mrs Wackles : mère des précédentes ; acariâtre et souvent de mauvaise humeur, comme sa fille aînée, elle n'aime pas les façons de Dick Swiveller.
- Rebecca Swiveller : vieille fille, tante de Dick.
- Alick Cheggs : maraîcher épris de Sophia Wackles.
- Miss Cheggs : sa sœur, qui l'encourage à courtiser Sophia.
- Mr Harris, surnommé Short Toppers (« Courtes-Pattes ») : propriétaire d'un petit théâtre de marionnettes ambulant, avec Punch à son répertoire.
- Tommy Codlin : son employé, très blasé.
- Jerry et ses chiens : spectacle de chiens dansants.
- Harry : l'élève le plus doué de sa classe, qui tombe gravement malade et meurt dans les bras de son maître. Il est souvent appelé « le petit élève » ou « le petit savant ».
- George : employé par Mrs Jarley, propriétaire du musée de cire.
- Miss Monflathers : directrice d'une école de jour, qui emmène ses élèves visiter l'exposition de Mrs Jarley.

### Comparses ou personnages anecdotiques
- Le groupe des Valiant Soldiers : James Groves, propriétaire du « Vaillant soldat » et joueur professionnel ; Mat, à la mine renfrognée, Isaac List, amer et vindicatif.
- Le groupe des Edward, amies de Nell : Miss Edwards, élève chez Miss Monflathers ; sa sœur, bien plus jeune, qui met de l'argent de côté pour la revoir et lui venir en aide.
- La mère de Barbara, la jeune bonne des Garland, dont l'histoire ressemble à celle de Mrs Nubbles, la mère de Kit.
- Mr Joe Jowl, gitan de mèche avec Isaac List ; trois bateliers, rudes mais gentils, qui prennent Nell et son grand-père sur leur péniche ; le Vieux Renard (Old Foxey), qui n'apparaît que par ouï-dire, père de Sampson et Sally Brass, regrettant que sa bru n'ait pas eu accès au barreau ; le Fire Watcher, celui qui contemple le feu ravageant l'usine ; le Sacristain (Sexton), qui confie à Nell la tâche de s'occuper de l'église ; le Célibataire, ami du prêtre, frère de Mr Garland ; David, le fossoyeur sourd ; les joueurs à cache-cache, ces garçonnets qui s'amusent dans le cimetière où est enterré le frère de l'un d'entre eux (souvent appelé « le petit ami de Nell » ou « le petit endeuillé ») ; Mrs George, grosse dame à la tête d'un groupe de femmes tentant de persuader Mrs Betsy Quilp de s'insurger contre la tyrannie de son mari ; elle est secondée par Henrietta Simmons et d'autres femmes dont « la Veuve ».
- Comme la veuve, de nombreux personnages restent sans nom ; parmi eux, le grand-père de Nell et le narrateur initial, nommés dans l’édition originale, puis rendus à l'anonymat. Anonymes également, la Marquise et le Professeur (« Bachelor ») ; le Maître d’école (« Schoolmaster »), quant à lui, a bien un nom, Mr Marton, mais qui est rarement utilisé.
- Alors que les personnages principaux sont réduits à la portion plutôt congrue, si l'on compte les domestiques, les garçons de course, les voyageurs, les cochers, la vieille du cimetière, les saltimbanques, les magiciens, les marionnettistes, les militaires, les fonctionnaires, les colocataires, les maîtres et leurs élèves, la grand-mère de certains, les flambeurs, les consolatrices, les pleureuses, les aubergistes, les conseillers, les intrigantes, les querelleurs, les divas, les hommes en noir (de loi), les voisins, les commères, les prédicateurs, les sans-travail, les sourds, les pâles, les rougeauds, ceux qui tremblent, ceux qui sautent, les vantards, les modestes, les charlatans, les officiels, etc., The Old Curiosity Shop présente une galerie innombrable, celle du petit peuple surtout, des gens qui travaillent pour leur subsistance, honnêtement en leur majorité, aux marges de la légalité pour beaucoup, et qui fréquentent la rue.

## Structure et fil narratif

### «Une certaine maladresse de structure» (Peter Preston)

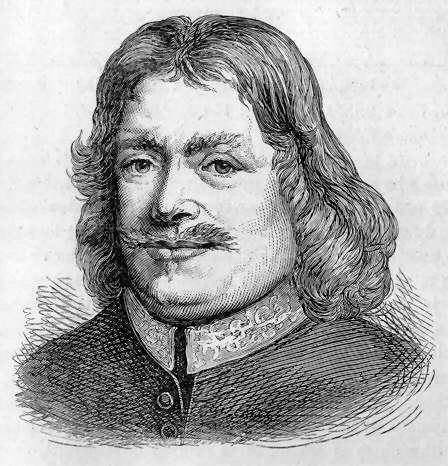
John Bunyan (1628-1688).

Si l'histoire commence à Londres autour du magasin d'antiquités et de ses habitants ou visiteurs, elle se scinde, à partir du douzième chapitre, en deux fils distincts : celui de Nell et de son grand-père en leur errance, et le second, demeuré à Londres, avec les personnages connus de Nell ou s'intéressant à elle. Bientôt, ce groupe s'agrandit par l'apport de ceux qui, amis ou ennemis les uns des autres, cherchent à connaître la destination des fugitifs, si bien que l'action se déporte en province, mais ce n'est pas avant les derniers chapitres que le « monsieur célibataire » et son équipe finissent par trouver la cachette. Ainsi, différents éléments romanesques coexistent, le pèlerinage à la John Bunyan, le picaresque de la route, les intrigues de l'argent et du mariage, la conversion de certains comiques en agents de moralité. Aux commandes, le nain Quilp à l'activité maniaque, servant, selon Peter Preston, de « lien entre les différents groupes ».
Certains types prometteurs sont abandonnés en cours de route, d'autres étant conduits à revêtir une persona comme gonflée : ainsi, Frederick Trent, le frère de Nell, félon par nature, copie du Monks d'Oliver Twist, qui finit par ne servir à rien ; ou, cas inverse, le gentil Kit Nubbles, d'abord à l'esprit embué, et aussi Dick Swiveller, au départ prompt au coup de poing, qui, placés ensemble à l'épreuve de l'adversité, prison et maladie, prennent une envergure inattendue et, s'alliant aux forces du bien, deviennent des acteurs importants, sans pour autant sombrer dans ce que Peter Preston appelle mushiness (sensiblerie). Selon ce critique, « les démêlés de Dick servent même de doublure à l'intrigue principale, puisqu'il est conduit à secourir « la Marquise » » ; le parallèle a ses limites, cependant, Nell devant mourir alors que la Marquise, elle, est autorisée à revivre.
Pour autant, Dickens paraît gêné dans le passage d'un fil à l'autre et, selon le même Peter Preston, ses transitions creusent, plutôt qu'elles ne le comblent, le fossé séparant les divers récits : ainsi l'usage de procédés maladroits, de métaphores inutiles, d'excuses contrites, comme cette obscure « histoire française » destinée à retrouver le bureau de Brass au chapitre XXXIII, ou, en XLII, les explications tarabiscotées du narrateur pour quitter Kit et revenir à Nell, oubliée depuis plusieurs chapitres. En cela, note Peter Preston, Dickens, avec deux chapitres par livraison, ce qui réduit la longueur de chacun, souffre chroniquement du manque d’« espace narratif » (narrative space) et se voit contraint de jongler fil à fil, parfois assez artificiellement.

### Au fil de l'eau ou selon un dessein assuré?
Les témoignages se contredisent : Forster écrit que le roman a pris forme sans « grande conscience de sa conception » ; pourtant, dans sa préface de 1848, Dickens affirme le contraire, assurant le lecteur qu'il a toujours eu pour intention d'entourer la figure solitaire de l'enfant de « compagnons grotesques et sauvages, mais vraisemblables » (« grotesque and wild, but not impossible companions »), et « de rassembler autour de son visage innocent et de ses pures intentions, des comparses aussi étranges et aussi peu amènes que les objets menaçants qui entourent son lit » (« to gather about her innocent face and pure intentions, associates as strange and uncongenial as the grim objects that are about her bed »). De fait, le roman est bâti sur une série de contrastes extrêmes, le bien, le mal, l'innocence, la vilenie, le pathos, le grotesque, la comédie, la tragédie ; sans compter l'opposition entre la ville et la campagne, le monde agricole et les zones mécanisées, le vieux et le jeune, l'ancien et le nouveau, le laid et le beau. Les thèmes oscillent entre la fidélité et la traîtrise, le don de soi et la rapacité, la générosité et l'égoïsme, la vie et la mort, le désespoir et l'espérance.
En parallèle, pullulent les juxtapositions cocasses ou insolites : Quilp à l'office de la chapelle de Little Bethel, Nell chantant sur la péniche du canal, le grand-père et l'enfant assoupis près du haut-fourneau. Le plus souvent, Nell constitue le premier élément de cette association, et, dans la mesure où elle demeure innocente et pure, l'apprentissage de la vie se donne à elle par une alternative qui n'a rien d'angélique : le cimetière, la mort en bas âge, la compagnie des vieillards. Au début, le lecteur la voit dormir parmi un antique bric-à-brac ; à la fin, il apprend qu'elle est morte au milieu d'un amas tout aussi suranné et hétéroclite. D'après Peter Preston, la façon dont le roman se déplace ainsi de l'innocence qu'incarne Nell au bizarre et à la sauvagerie formant la substance de Quilp, avec Dick Swiveller qui se meut entre ces deux extrêmes en un perpétuel va-et-vient, tout cela témoigne d'un dessein bien établi, qui en détermine le sens en même temps qu'il en régit les développements.

### Chronologie
Les événements semblent se dérouler vers 1825 et au-delà. Quelques indications données çà et là servent de repères : ainsi, au chapitre XXIX, Miss Monflathers fait une allusion à la mort de Lord Byron, le poète, le 19 avril 1824. De même, lorsque l'enquête suivant la mort de Quilp rend ses conclusions, à tort semble-t-il, puisque le suicide est retenu, le corps est enterré à un carrefour, le cœur percé d'un pieu, pratique bannie en 1826. Un peu plus avant, le grand-père de Nell craint après sa longue maladie d'être enfermé dans un asile où il serait enchaîné à un mur et fouetté, ce qui a été interdit en 1830. Enfin, au chapitre XIII, Mr Brass est décrit comme étant l'un des « avoués de Sa Majestée » (one of Her Majesty's attornies [sic]), ce qui le situe pendant le règne de la reine Victoria qui a commencé en 1837 ; cependant, il se peut qu'il y ait là un lapsus calami, car lors du procès de Kit, le chef d'inculpation est « Agissements susceptibles de troubler l'ordre public de notre Souverain Seigneur le Roi » (against the peace of our Sovereign Lord the King), soit George IV (1820-1830) ou son successeur, Guillaume IV (1830-1837). Quoi qu'il en soit, 1824, 1826, 1830, 1837, telles sont les dates qu'il est possible de reconstituer, ce qui laisse un peu moins de vingt années au roman pour se dérouler.

### Topographie
Elle se caractérise par la précision concernant Londres et un certain flou quant aux pérégrinations des fugitifs.

#### Le dédale de la ville

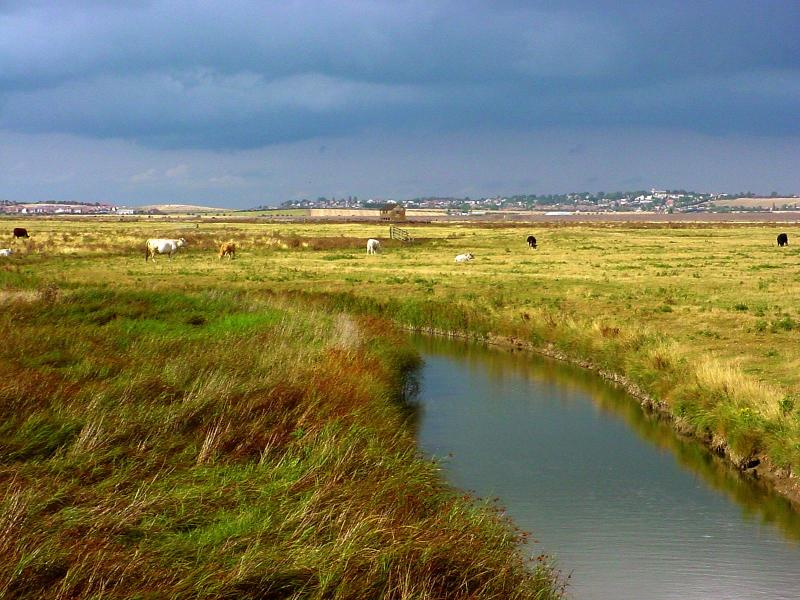
Île de Sheppey, ses marais.

Dans la capitale, les événements se situent essentiellement entre la City (la Cité de Londres), la barrière d'Algate et Whitechapel ; jamais personne ne s'aventure dans les beaux quartiers du West End, et seuls les Garland, qui habitent alors Finchley, petit village de la proche province, Dick parfois et aussi la Marquise, qui réside à Hampstead au nord de la capitale, vivent en dehors de cette zone. Le dédale des rues entre Drury Lane et le Strand, la maison de Quilp à Tower Hill, près de la City, Bevis Marks où Brass a ses bureaux, la zone comprise entre la tour de Londres et les docks où Quilp s'occupe de la démolition de bateaux, tout cela est clairement situé et peut être reconstitué sur une carte. Lorsque Brass, qui veut éloigner Dick Swiveller, lui dit de « faire un saut à Peckham Rye » (« step over to Peckham Rye »), en fait, il l'envoie au diable, pour avoir le temps de mettre au point son complot contre Kit. Ce sont des lieux de travail qui sont décrits, ce roman, comme le note Peter Preston, ne comprenant pas de personnages vivant de leurs rentes.

#### Le voyage incertain
Le hasard au coin de la rue

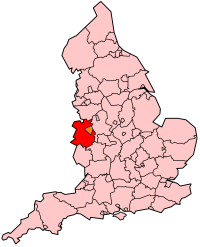
Le comté du Shropshire.

À la fin du roman, Kit Nubbles n'est pas certain de l'endroit où se trouvait le magasin d'antiquités qui a été démoli, Dickens ayant gardé une certaine imprécision à son égard, tout comme pour l'itinéraire des fugitifs. D'ailleurs, lorsqu'ils s'échappent au petit matin, ils hésitent et tournent au hasard d'un côté plutôt que de l'autre, et la seule allusion à leur direction est l'expression « les antres du commerce et de la circulation [des biens] » (« the haunts of commerce and great traffic »), sûrement la City, puis ils gravissent une colline et se retrouvent enfin hors des limites de la ville. Le voyage se poursuit, mais les agglomérations, les villages qu'ils traversent ne sont pas nommés. Quelques-unes des caractéristiques indiquées permettent cependant de reconstituer un semblant d'itinéraire. Ainsi apparaît peut-être Warwick, où Mrs Jarley expose ses œuvres de cire, puis un « centre industriel », vraisemblablement Birmingham, que les fugitifs atteignent par un canal. Lorsqu'ils repartent pour la campagne, ils longent d'abord un vaste périmètre hérissé de cheminées d'usine, suivant une route que Dickens et Forster, si l'on en croit une lettre du premier au second, auraient tous les deux empruntée « de Brirmingham à Wolverhampton ».
L'itinéraire reconstitué
Tel qu'il est représenté, cet itinéraire a donné lieu à bien des spéculations et certains critiques se sont hasardés à le reconstituer, par exemple Walter Dexter. À l'en croire, les deux vagabonds ont successivement gagné London Bridge, puis Bevis Marks, rue de la Cité de Londres ; Finchley, village au nord de la capitale (où habitent les Garland) ; Tong, dans le Shropshire, comté situé à l'extrême nord-ouest des Midlands et dont le chef-lieu est Shrewsbury, aux abords du pays de Galles ; Aylesbury dans le Buckinghamshire, soit à l'ouest de la capitale ; Banbury, à côté de la Cherwell, dans l'Oxfordshire, à 34 kilomètres environ d'Oxford ; Birmingham, au centre des Midlands ; puis ce qu'on appelait, en raison des mines de charbon, la Black Country (le Pays Noir), zone vaguement définie de l'agglomération des Midlands de l'Ouest, au nord et à l'ouest de Birmingham, dans le sud du bassin du Staffordshire ; puis Warwick, non loin de la célèbre ville thermale de Leamington Spa ; enfin Wolverhampton, dans le Staffordshire, et Minster-on-Sea, petite ville située sur la côte nord de l'île de Sheppey, dans le district de Swale du comté de Kent. Tong serait le lieu où la trace des fugitifs est enfin retrouvée et où meurent Nell, puis son grand-père. Leur errance ne les aurait donc pas conduits aux extrêmes frontières du royaume, mais dans une zone s'étendant de la mer d'Irlande et l'océan Atlantique à la mer du Nord. En ajoutant les sections parcourues, il serait possible d'estimer le parcours à environ 1 800 kilomètres.
Les lieux retrouvés
Cela dit, les lieux n'ont pas tous été inventés : une maison nommée The Old Curiosity Shop existe au 13-14 Portsmouth Street, dans le quartier de Westminster à Londres, au milieu de la London School of Economics ; l'immeuble date du XVIIIe siècle, mais l'enseigne a été ajoutée après la publication du roman, la maison ayant pu servir de modèle à son cadre initial et inspiré son titre. Un autre Old Curiosity Shop se situe à Broadstairs où Dickens a loué pendant un certain temps sa vaste demeure ensuite appelée Bleak House. Lors de leur fuite, Nell et son grand-père voient Codlin et Short dans un cimetière d'Aylesbury, et les courses hippiques auxquelles ils assistent se déroulent à Banbury. Ils rencontrent pour la première fois le maître d'école à Warmington, dans le Warwickshire, et c'est dans ce même comté, près du village de Gaydon, qu'ils tombent sur Mrs Jarley. La ville où ils travaillent pour le musée de cire de cette dernière est Warwick ; plus tard, ils se retrouvent près d'un haut-fourneau à Birmingham, après avoir voyagé sur le canal de Warwick à Birmingham où Nell entonne quelques chansons. La ville où Nell s'évanouit et est secourue par le maître d'école a été identifiée comme étant Wolverhampton, dans le Pays Noir.

## La signification du mouvement

### Une superposition de cartes transparentes
La critique italienne Silvia Maglioni parle à propos du roman d'une « cartographie en mouvement ». Elle évoque à ce sujet le film d'Oskar Fischinger Motion Painting no 1 (1947), qui explore les relations entre le cinéma, le mouvement et la musique. Construit autour du troisième Concerto brandebourgeois de J. S. Bach, c'est, écrit-elle, « une tempête de couleurs qui y trace des lignes, des pistes, une multitude de sentiers et d'errances »,.
À bien des égards, selon elle, la cartographie de The Old Curiosity Shop lui ressemble, en ce que le roman se construit avec une superposition de cartes transparentes qui laissent apparaître des traces des personnages passant de plateau en plateau, des sentiers creusés dans les « strates de la géologie littéraire » qui se croisent, créant des intersections et des interférences. Là se rejoignent le voyage, l'errance, la flânerie, le nomadisme, le pèlerinage, la fuite et même le tourisme.

### Kit le messager et la flânerie de Master Humphrey

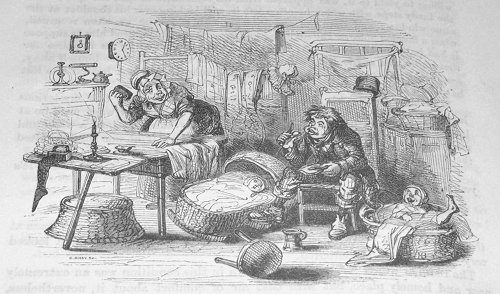
Chez Kit Nubbles (1840).

Au vrai, c'est le magasin qui doit définitivement fermer pour libérer la dynamique profonde du texte révélée par les pérégrinations sans fin des personnages autour de ce centre désormais vide. Le premier à bouger est Kit, qui se fraye un chemin à travers la foule, d'abord limité à un aller et retour de sa maison à celle de Nell, chacun comportant une mission : il est le pigeon-voyageur qui apporte les messages, s'envole avec des nouvelles ; il se fait aussi détective, messager et, dans la mythologie du roman, il devient le Mercure aux pieds ailés de la légende. Ses deux verbes préférés sont to dart et to dash (partir comme une flèche, se précipiter vers),.
Le roman a d'ailleurs été commencé par un flâneur, Master Humphrey, le premier narrateur, qui aime le soir couchant et la nuit. Semblable au voyageur de Kafka, il passe son temps à « errer », to roam en anglais. Or, Silvia Maglioni rappelle que l'étymologie du verbe renvoie au latin Roma, destination première des pèlerinages. Ici, explique-t-elle, dépouillé de son sens religieux, il exprime le pèlerin dépourvu de pèlerinage, satisfait d'absorber le flux de la foule, l'agitation perpétuelle des « visages-fantômes » (« ghostlike faces »), la menace des pas qui se pressent dans le noir d'une ruelle. Ses commentaires leur donnent une voix, un visage : sans lui, ils n'existeraient pas. L'absence de but autorise la multiplication des trajets, comme, selon l'expression de Gilles Deleuze, autant de « rhizomes » qui bifurquent et peu à peu conquièrent l'espace souterrain, ici celui de la nuit. D'ailleurs, lorsqu'il accompagne Nell, Kit refuse la ligne droite, préférant « éviter les voies les plus fréquentées et prendre les plus compliquées » (« I avoided the most frequented ways and took the most intricate »).

### L'errance «déterritorialisée» (Silvia Maglioni)

#### La nomadisation
Quant à Nell et son grand-père, leur errance se trouve en quelque sorte « déterritorialisée ». Ils incarnent le mouvement pour lui-même : une nomadisation aussi radicale que l'était l'ancienne réclusion, « errant sans savoir en quelle direction » (« wandering they knew not whither »), écrit le narrateur. Mais une fois la ville délaissée, la structure du texte explose et, d'un coup, se fragmente en différents territoires souvent sans nom. Les vagabondages de Nelly et de son grand-père sont interrompus plusieurs fois par la rencontre d'autres voyageurs, ce qui contredit, selon Umberto Eco, « le paradigme du texte qui est […] la marche », celle des fugitifs, de Kit, de Dick, et aussi des acteurs ambulants, des artistes de rue, des saltimbanques de la route. La description des abords de l'hippodrome est un exemple de ces espaces dynamiques traversé de multiples trajectoires :
| « Meanwhile, they were drawing near the town where the races were to begin next day; for, from passing numerous groups of gipsies and trampers on the road, wending their way towards it, and struggling out from every bye-way and crosscountry lane, they gradually fell into a stream of people, some walking by the side of covered carts, others with horses, others with donkeys, others toiling on with heavy loads upon their backs, but all tending to the same point. » | « Cependant ils approchaient de la ville où les courses devaient commencer le lendemain : ils n’en pouvaient douter ; car en passant à travers des troupes nombreuses de bohémiens et de vagabonds qui suivaient la même route dans la direction de la ville et sortaient de tous les chemins de traverse, de toutes les ruelles de la campagne, ils tombèrent au milieu d’une foule de gens, les uns voyageant dans des charrettes couvertes, les autres à cheval, ceux-ci sur des ânes, ceux-là chargés de lourds fardeaux, et tous tendant vers le même but » . |

#### «Le lieu pratiqué» (Michel de Certeau)
Ces abords de l'hippodrome, grouillant de personnages en action tendus vers une même direction, sont, pour reprendre l'analyse de Michel de Certeau, des exemples de « lieu pratiqué ». Ainsî, « la rue géométriquement définie par un urbanisme est transformée en espace par des marcheurs », ,,.
Il faut bien, cependant, que le mouvement s'arrête : la rencontre avec le maître d'école s'avère, dans ce contexte, particulièrement importante. Le premier séjour chez lui est court, mais la mort du petit élève annonce celles qui vont suivre. Les fugitifs reviennent dans ce havre de paix, pour ne plus le quitter : la boucle de l'errance, commencée par Nell, se ferme de par sa volonté : « We are safe here, at last – eh? We will never go away from here » (« Nous sommes enfin en sûreté ici, hein ? Nous n'en partirons jamais »). Cette école, double positif de la vieille boutique de curiosités, termine l'errance et du même coup, l'intrigue : le pèlerinage de la vie a pris fin et, la route devenue inutile, Dickens s'empresse de disperser la petite foule de ses habitués.

#### Le récit à l'unisson de l'errance
À en croire Silvia Maglioni, le récit s'est mis à l'unisson de l'errance des protagonistes. Le narrateur promet vitesse et mouvement, mais s'attarde dans une forêt de détails, un amas de descriptions et, surtout, une avalanche de commentaires et de jugements. Comme l'écrit Susan Horton, The Old Curiosity Shop « est un espace d'où le lecteur est sans cesse éloigné de ce qu'on appelle « l'action principale » par une attirance magnétique vers la périphérie aux dépens de la linéarité narrative ». Justement, existe-t-il vraiment ici « une action principale », puisque, ajoute Silvia Maglioni, le texte n'a de cesse de s'aventurer « dans le magma périphérique » ?

## Le symbolisme du voyage

### L'identification à «Chrétien» (John Bunyan)

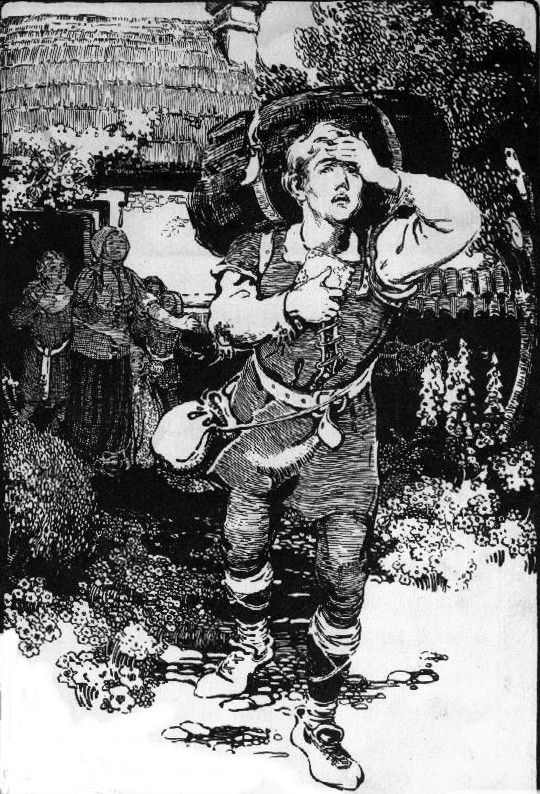
« Chrétien », en quête de la cité céleste (James A. Baldwin).

Le cheminement entrepris dans The Old Curiosity Shop se calque sur Le Voyage du pèlerin (Pilgrim's Progress) (1678) de John Bunyan (1628-1688), identification que relève Nell alors que les deux fugitifs quittent Londres. Le narrateur explique qu'un vieil exemplaire du livre figurait sur une étagère « à la maison » et que Nell le consultait souvent ; et, alors qu'elle évoque le lieu où ils avaient vécu, elle dit à son grand-père : « […] j'ai l'impression que nous sommes deux chrétiens et que nous avons déposé sur cette herbe tous les soucis et les ennuis que nous avons emportés, et que nous ne les reprendrons plus jamais » (« I feel as we were both Christian, and laid down on this grass all the cares and troubles we brought with us; never to take them up again »). Ici, la référence est explicite ; ailleurs, ce sont des allusions qui prennent le relais : mention du fardeau imposé, de la porte étroite menant à la cité céleste, des marais et autres déserts d'épines (le ravin de l'ombre de la mort [the valley of the shadow of death] du Psaume XXII) jalonnant leur parcours. Sans compter les tentations qui s'offrent au vieil homme : celle du jeu, son vice caché ; les courses de chevaux, sa « foire aux vanités » (vanity fair) ; ou les épreuves qui l'assaillent : les étendues industrielles, son « marais de la mélancolie » (the slough of despond, quelquefois traduit par « le bourbier du découragement »,), les menaces, de Quilp en particulier, qui les obligent tous les deux, tout comme Christian qui gagne la bonne route après avoir été tenté au pied du mont Sinaï d'aller chercher le confort de Legality, à reprendre leur bâton alors même qu'ils croient parvenir au port. En définitive, ce n'est qu'après leur deuxième rencontre avec l'ange gardien, le maître d'école (leur « évangéliste »), qu'ils voient l'aboutissement de leur « quête existentielle » et qu'ils sont enfin guidés vers le salut, c'est-à-dire, en ce qui les concerne, le repos du corps et la tranquillité de l'esprit, avant que la mort ne vienne interrompre le cours des choses et les rappeler à leur destin.

### Le chemin emblématique
Comme le Voyage du pèlerin, en effet, The Old Curiosity Shop est parsemé de scènes et d'incidents emblématiques : si Chrétien ne progresse qu'après avoir décelé le sens de ce qui s'offre à lui dans « la maison de l'interprète », Nell est tenue elle aussi de comprendre la portée des tâches qui lui sont imposées. Au cimetière où elle rencontre Codlin et Short, elle voit une vieille femme qui a perdu son mari cinquante ans auparavant et dont le deuil s'est transformé en « plaisir solennel » (« solemn pleasure »), et cela lui donne matière à penser. De même en est-il du maître d'école tout entier absorbé par l'agonie de son élève, des deux sœurs, accompagnées de leur petit frère, qui lui rappellent le poème We Are Seven (« Nous sommes sept ») de Wordsworth, où se pose la question des enfants morts dans la fratrie. Et lorsque son pèlerinage sombre dans le désespoir, juste avant qu'elle ne retrouve le maître d'école salvateur, alors qu'affamée, elle mendie quelque morceau dans d'« infâmes taudis » (wretched hovels), un homme aussi malheureux qu'elle lui montre un paquet gisant sur la route : « C'est mon troisième enfant, et mon dernier, lui dit-il, crois-tu que je puisse faire la charité, que j'aie un bout de pain en trop ? » (« Do you think I have charity to bestow, or a morsel of bread to spare? »),.

### Leφόβος και έλεοςdu dénouement
Cet incident, comme d'autres dans le roman, a une double fonction : susciter « la crainte et la pitié » des lecteurs, le vieux φόβος και έλεος d'Aristote, et aussi préparer l'héroïne à l'épreuve finale, sa mort.

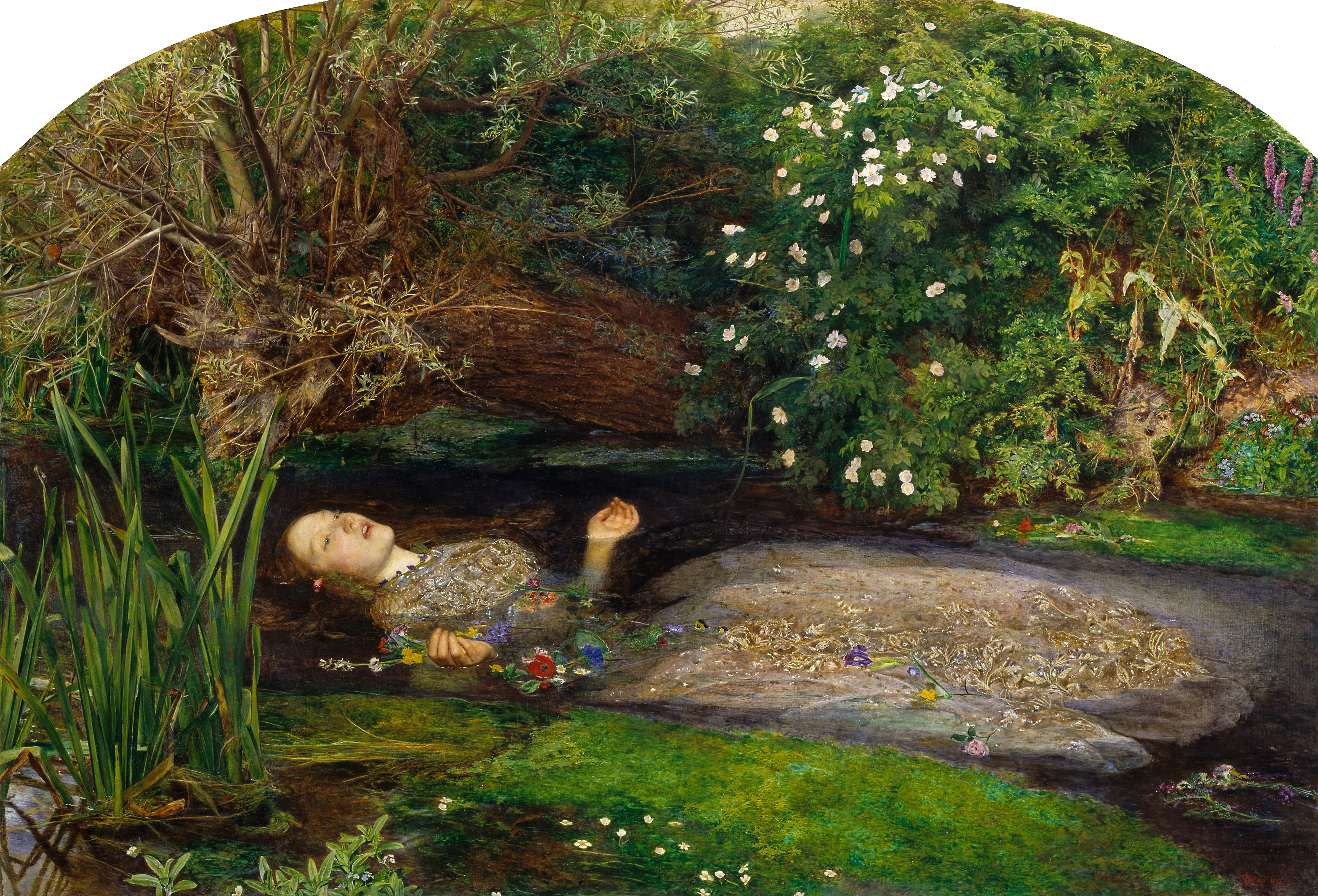
Ophélie (John Everett Millais).

Dès les années 1850, cependant, il a été noté que Dickens prend un plaisir morbide à contempler le cadavre de son héroïne. Telle est l'opinion de Fitzjames Stevens qui écrit que l'auteur « se repaît de la mort de la jeune fille comme s'il y prenait de la délectation […] ; il la regarde, la goûte, la hume, la retourne comme quelque spécialité savoureuse » (« gloats over the girl's death as if it delighted him; he looks at it […] touches, tastes, smells and handles it as if it was some savoury dainty »). Une fois morte, Nell devient une Ophélie de légende, encore plus belle et cette fois sereine (« tranquil beauty and profound repose »), et Dickens, selon Fitzjames Stephens, « déguste » (consumes) avec délectation ce corps devenu objet immatériel et esthétique : « So shall we know the angels in their majesty after death » (« Ainsi connaîtrons-nous les anges en leur majesté après la mort »).
Cette délicatesse dans l'évocation évoque en parallèle une autre contemplation, grossière celle-là, que matérialise le claquement de lèvres jouissif (lip-smacking) de Quilp à la vue du « petit bourgeon frais, épanoui, pudique […] cette petite Nell si potelée, si fraîche, si mignonne […] avec de si belles petites veines bleues, si transparente, aux jolis petits petons et aux façons si engageantes ». Dickens, il est vrai, a ressenti bien des émotions contradictoires en « tuant » sa petite héroïne : dans une lettre de 1841, il parle pêle-mêle de son chagrin, de sa répugnance, de sa culpabilité, mais aussi de l'inéluctabilité de l'événement et de son excitation à devoir l'accomplir. Même antienne dans sa correspondance avec William Macready et John Forster auquel il avoue : « Personne ne le regrettera autant que moi […] si grande est ma peine que je ne saurais l'exprimer »,. « Je suis le plus malheureux des malheureux. C'est une ombre jetée sur moi qui m'est insupportable », écrit encore Dickens.
De fait, pour accomplir son « meurtre », Dickens s'est mis dans un état proche de la transe, refusant des invitations susceptibles de rompre le charme. Ses éditeurs pensent qu'il se force à revivre la mort de Mary Hogarth ; les adjectifs qualifiant Nell, « si jeune, si belle, si bonne », sont ceux-là mêmes qu'il a fait graver sur la tombe de sa belle-sœur. Pour lui, la mort fictive de Nell devient rituel du souvenir, qu'il répétera pour chacune de ses jeunes héroïnes condamnées. Et si, pour l'édification des personnages et des lecteurs, il écrit au chapitre LXI le sermon final du maître-d'école : « It is not […] on earth that Heaven's justice ends. Think what it is, compared with the World to which her young spirit has winged its early flight […] » (« Ce n'est pas […] sur cette terre que se rend l'ultime justice. Pense à ce qu'elle est, comparée à celle du Monde où son jeune esprit a pris son jeune essor [...] »), il le refuse pour lui-même, « incapable qu'il est, écrit-il à Forster, de se prêcher les paroles consolatrices du maître d'école ».

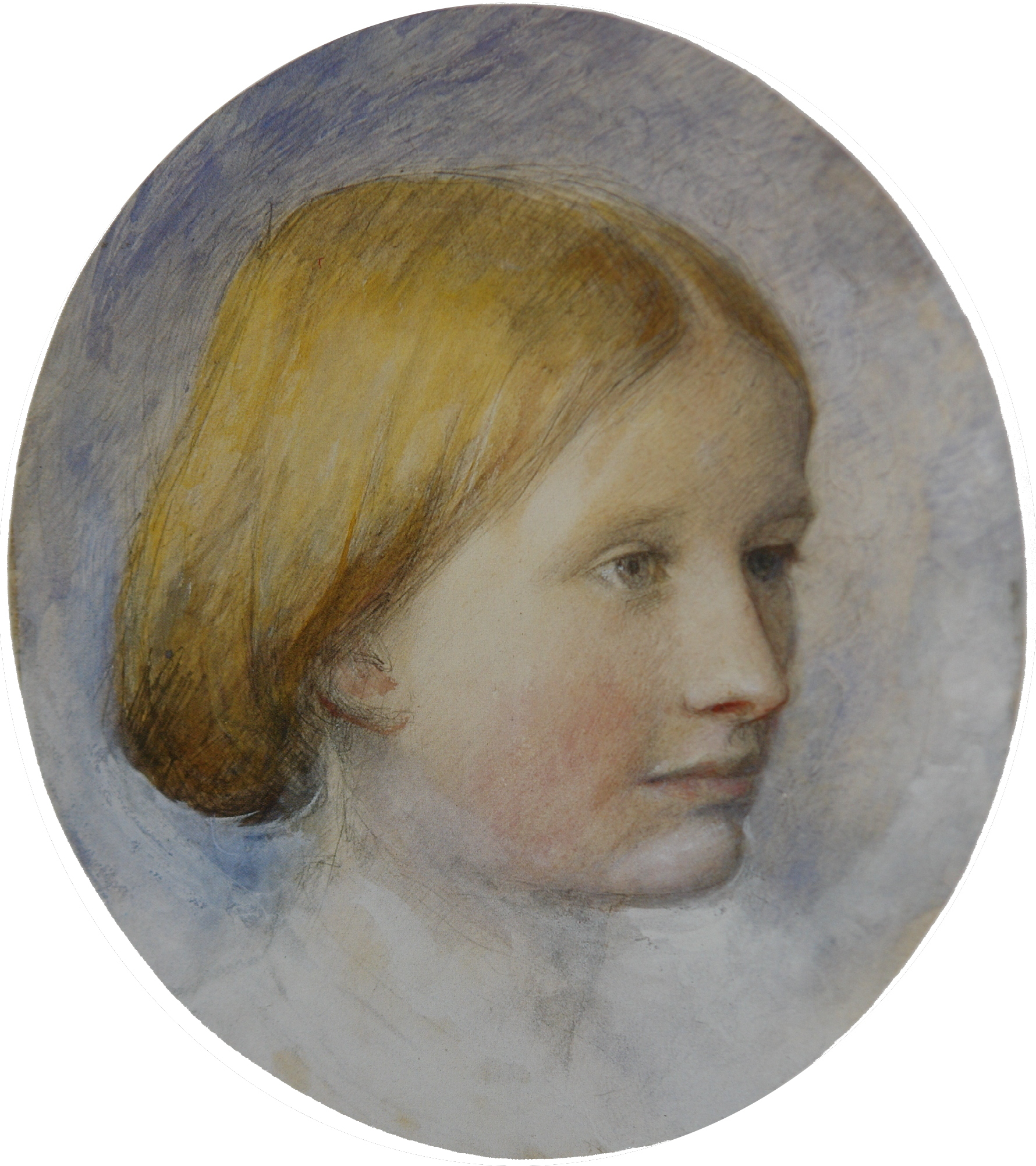
Rose la Touche, par Ruskin.

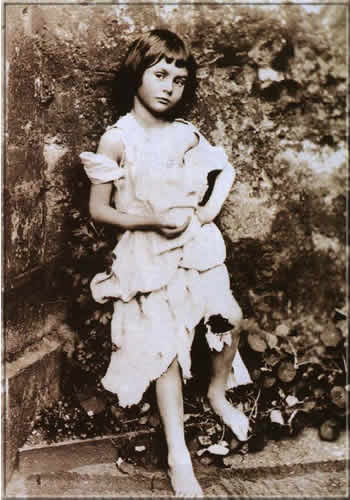
Alice Liddell, l'Alice du pays des merveilles.

Ce jaillissement d'émotion doit être replacé dans son contexte historique. Selon Peter Ackroyd, la moitié des obsèques célébrées en 1839 concerne des enfants de moins de dix ans, et pour les filles qui survivent, les rues de Londres représentent un danger permanent. Dickens, en fait, ménage sa jeune héroïne : il lui évite les rencontres trop menaçantes, les voleurs, les proxénètes, les rabatteuses. Il épargne son corps et préserve son innocence, si bien qu'elle « est rendue sans tache à son créateur » (unspoiled). De plus, ce sont les hommes qui ont pleuré, nulle réaction féminine n'ayant été notée lors de l'événement. Peter Preston ajoute qu'au XIXe siècle anglais, il a existé un véritable culte masculin de la petite fille, parfois coupable mais souvent idéaliste, comme chez John Ruskin avec Rose la Touche, Lewis Carroll avec Alice Pleasance Liddell ou le révérend Francis Kilvert (1849-1879) et ses obsessions omnivores pour les fillettes de sa paroisse,,. Dans presque tous ces cas, l'idéalisation, voire la stylisation de la toute jeune fille a servi, selon Peter Preston, de catharsis et de sublimation par l'art en « un âge de foi religieuse en déclin et de profonde angoisse sexuelle » (« an age of waning religious faith and deep sexual anxiety »).

## La virulence de l'étrange
J. Hillis-Miller note que, dans The Old Curiosity Shop comme dans Barnaby Rudge, la prolifération des « grotesques », dont la vie se borne à la répétition de leurs particularités, témoigne du génie de Dickens « jamais à court d'imagination pour créer des multitudes de personnages inimitables, un peu dérangés, […] à l'énergie foisonnante, […] à la virtuosité linguistique extravagante, si bien qu'on se demande si on n'est pas tombé par hasard sur un théâtre privé, avec Dickens pour seul acteur, et destiné à son seul amusement ».

### LePunch et Judyde la vie

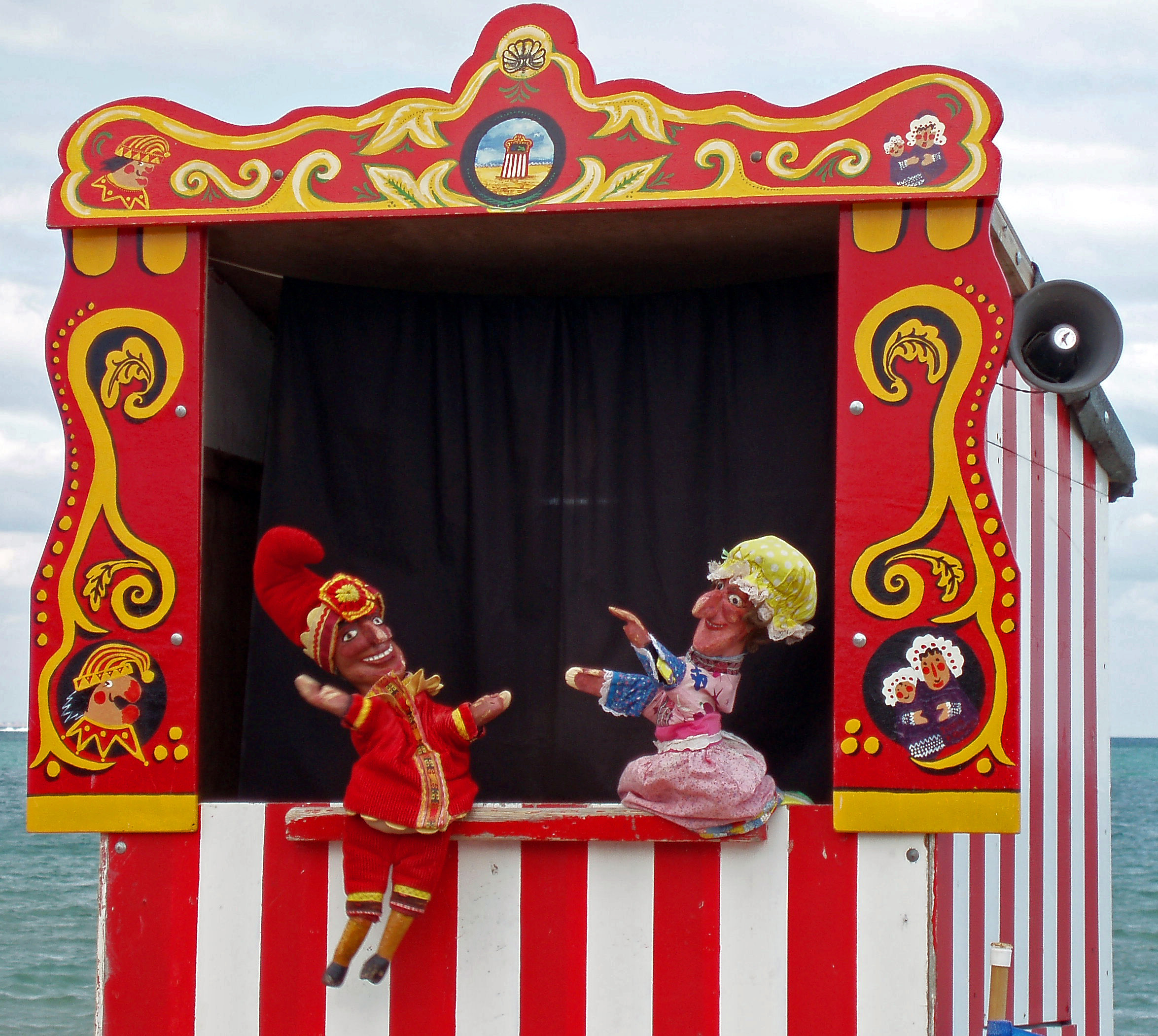
Punch et Judy, célèbres marionnettes anglaises.

En effet, si The Old Curiosity Shop conduit inexorablement à l'étiolement et la mort, dans le même temps se génèrent l'étrange, l'excentrique et une formidable énergie maniaque (μανία), surtout celle de Quilp dont la petite taille est inversement proportionnelle à l'agitation. Mais il n'est pas le seul : des personnages comme les Brass et même Dick Swiveller se nourrissent d'un imaginaire tout autre que celui des deux reclus. Ils sont en représentation permanente et il y a du Punch et Judy en eux : ils appartiennent à la famille des marcheurs sur échasses, des femmes sans membres, des difformes grotesques qui « amusent » tant Dickens dans les spectacles de rue. En fait, en un âge où le politiquement correct n'existe pas, Dickens ne se prive pas d'exploiter la fascination pour tout ce qui s'écarte de la norme. Que faire des géants ou des nains vieillissants ? se demandent Vuffin et Short : « Un géant trop utilisé ne vaut plus rien […] Plus un nain est vieux, plus il a de valeur. Un nain aux tempes grises, bien ridé, ça n'a pas de prix. » L'anecdote est reprise par John Cowper Powys dans son Art du bonheur, où il insiste sur cette faculté qu'a Dickens d'utiliser son humour débridé, son sentimentalisme, sa théâtralité « à des fins de propagande, en faveur des irresponsables […], des démunis […], des incompétents […], des fous […], des ignorants […], des enfants […] ».

### Un univers kafkaïen (Peter Preston)
Pour caractériser cet aspect de The Old Curiosity Shop, Peter Preston utilise l'adjectif « kafkaïen », et il note que Dickens efface la frontière entre le spectacle et la vie. Pour exemple, il analyse la visite de Kit et de ses accompagnateurs chez Ashley's au chapitre XXXIX, où le spectacle se déroule assez loin du public. Punch, cependant, presque en permanence assis sur le rebord, les jambes pendant hors de la cage, menace les spectateurs plus sauvagement que ses comparses restés dans la boîte. Le lecteur suit aussi Nell et son grand-père dans les coulisses où les marionnettes gisent inertes, mais que le vieil homme craint encore, ne pouvant contenir un rictus de frayeur à en effleurer une ; et lors du trajet vers le cimetière, il garde prudemment « les yeux rivés sur la boîte de pantins ». Là, en ce lieu de mort, seul Punch semble avoir survécu, ou être ressuscité ; perché sur une pierre tombale, un sourire sardonique aux lèvres, il ressemble à l'ogre Quilp dont Nell n'a pas oublié « le blanc, ou plutôt le jaune sali des yeux ». Entre le nain et le pantin, la frontière est abolie, tout comme le sera la différence entre les figures de cire de Mrs Jarley et les vivants, leurs yeux rendus encore plus perçants par l'artifice.

### Sally Brass, la femme-homme
Quant à Sally Brass, qui ne joue pourtant pas un grand rôle dans le roman, elle « défie les frontières de l'humain », écrit Peter Preston. D'elle et de son frère, qui est l'une ? qui est l'autre ? se demande-t-on. Dickens met en avant sa masculinité, de corps comme d'esprit, d'autant, précise le narrateur, que la demoiselle est affublée « au-dessus de la lèvre supérieure de certaines manifestations roussâtres qui, l'imagination s'aidant de sa tenue vestimentaire, eussent pu passer pour de la barbe » (« upon her upper lip certain reddish demonstrations, which, if the imagination had been assisted by her attire, might have been taken for a beard »). D'ailleurs, Brass ne s'y trompe pas, qui pense qu'en fait de protection, à elle seule « elle vaut largement une douzaine d'hommes » (« more protection than a dozen men »). Et Dick, sans malice, lui donne du « vieux pote [ou] mon vieux » (« old fellow […] old boy »), tant s'étale l'évidence.
Là où Dickens devient caustique, c'est lorsqu'il déverse sur cette créature des flots de rhétorique où, une fois encore, les mots sont à prendre à l'envers : « la gente Miss Brass », « la divine Miss Sally », « ce parangon de pudeur », « cette image de la féminité », « la charmante jouvencelle ». Sally, il est vrai, possède les qualités que le peuple victorien attend d'un homme : c'est elle qui, au cabinet de son frère, tient les fils de la loi de ses doigts de fer, et après la chute de la maison Brass, il n'est pas surprenant – mais ne serait-ce qu'une rumeur ? – qu'elle tente de s'engager comme soldat ou comme marin, voire sur les docks. Bientôt, cependant, après que son frère a été relâché, les deux Brass quittent définitivement la sphère humaine, s'éloignent en « traînant la savate, le corps tout courbé, scrutant les tas d'ordures et les ruisseaux comme pour y chercher quelque débris de nourriture, quelque rebut du souper de la veille » (« with shuffling steps and cowering shivering forms, looking into the roads and kennels as they went in search of refuse food or disregarded offal ») ; leur humanité a pris fin, ce sont désormais des rats d'égout.

### Daniel Quilp, le rictus en action

#### Le Richard III sardonique

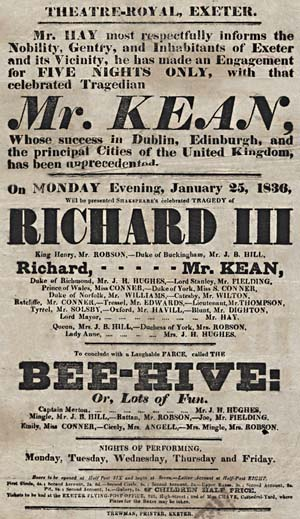
Edmund Kean en Richard III (Exeter, 1836).

Personne n'est plus galant que le nain difforme Daniel Quilp : il accable son épouse de mots doux, courtise Sally Brass avec d'exquis sous-entendus ; son charme, toujours doublé de sarcasme, le classe à l'opposé de Nell, l'innocence incarnée. Selon John Carey, son déploiement de clichés galants, ou angéliques lorsqu'il parle de Nell, apparaît comme une subversion de l'ironie dickensienne : « Son hilarité est atroce, renchérit Chesterton, sa bonne humeur infernale. […] Son plaisir est de faire mal, tout comme l'homme de bien a envie d'aider son prochain ; son esprit n'est en aucun cas tronqué – à vrai dire son corps non plus, car ce corps ne lui fait jamais défaut dans ses entreprises. » Artiste évoluant en solo sur la scène, il invite en permanence le lecteur à partager sa vilenie ; il y a du Richard III en lui : d'ailleurs, il aurait été inspiré à Dickens par l'interprétation que faisait Edmund Kean de ce rôle. Tel le duc de Glouscester, en effet, « [il] sait sourire et tuer alors qu'il sourit »,, il fait mal et jouit de faire du mal, ricane de ses bonnes attrapes, s'étreint, se bat les flancs, se roule par terre, se décerne des lauriers. C'est l'ogre de la fable, qui mange tout, les œufs avec leur coquille, les crevettes avec leur carapace, le cresson avec sa chique, qui boit le thé bouillant, et courbe puis redresse les couverts avec sa mâchoire d'acier. Comme Richard III encore, cet être repoussant attire par sa laideur même, qu'illumine un irrésistible bagout de bateleur : la pauvre Mrs Quilp lui reste attachée en dépit des avanies qu'il lui inflige, et Tom Scott, qu'il n'a de cesse de fouetter, lui voue une fidélité à toute épreuve. Gabriel Pearson va même jusqu'à souligner son attrait sexuel et, dans son analyse de la scène où le nain garde sa femme éveillée toute la nuit et l'enfume à ses côtés, brandissant dans la nuit le bout de son cigare « rouge vif et brûlant » (« a deep fiery red »), comme étant « au plus près de l'acceptable en termes de copulation dans la fiction de la première époque victorienne ».

#### Le Punch sans visage
Quilp, cela dit, en excellent acteur qu'il est, sait aussi cacher son jeu. D'un coup, son visage peut se faire neutre et comme vidé ; alors, semblable aux figures de cire de Mrs Jarley, « il a le regard fixe posé sur rien » (staring at nothing) et devient, mais ce n'est qu'une ruse, un accessoire de scène, une sorte d'animal empaillé avec des crocs décolorés (discolpoured fangs), des griffes démesurées, la langue pendante (lolling tongue), le corps roulé en boule comme un hérisson. D'ailleurs, les autres personnages l'appellent souvent « la créature », comme si, commente Peter Preston, « ils ne pouvaient ou ne voulaient le ranger dans une espèce bien définie ».
Parfois, le pantin se réveille et s'anime d'un coup, apparaissant là où on l'attend le moins, chez les Nubbles par exemple, ou comme surgissant des entrailles de la terre devant Nell à une porte de la ville, ou encore « se matérialisant, eût-on dit, comme sous la baguette du magicien » aux yeux de Kit. De fait, ses démarches ne dépendent que de lui, personne ne lui impose quoi que ce soit, ne serait-ce qu'un rendez-vous ; il échappe à la vue alors qu'il voit tout, à l'ouïe quand il perçoit chaque bruit, ou alors, en perpétuelle représentation, il se vautre en haut d'une étagère, dans un hamac accroché à son lit, à cheval sur un bureau ; là encore, l'imperturbabilité de son comportement l'apparente à Punch : même mécanique, même désarticulation, même rictus rayant son visage alors que son corps pend, accroché la tête en bas. Cette indépendance totale, cette déconnexion d'autrui l'accompagnent jusque dans la mort : contrairement aux autres villains de l'histoire, elle n'est le fait de personne, mais de son propre épuisement, qu'accable la tempête et que scelle la rivière, cette Tamise qu'il a tant exploitée et sur les rives de laquelle il a longtemps prospéré. En fait, c'est sa dépouille qui est soumise aux avanies des hommes, puisque, déclaré à tort « felo de se », il est enterré à un carrefour avec un pieu fiché dans le cœur.

### Dick Swiveller, l'extravagant linguiste

#### Une énergie volcanique
Dick Swiveller est l'autre volcan de The Old Cusiosity Shop, d'où sourd une énergie à ras bord. D'abord oisif, passif, vaniteux et dépensier sans le sou, satisfait de se faire manipuler par Frederick Trent qui le considère comme « un outil sans cerveau » (« a thoughtless tool »), la perspective d'épouser, selon le plan de son fieffé mentor, la jeune Nell, ou plutôt celle d'accéder à une prétendue fortune, le réveille de sa léthargie jusqu'alors seulement secouée par les quelques volées de coups de poing dont, à l'occasion, il roue Quilp le nain. Cependant, à la différence d'un Trent accablé d'amertume, il cultive l'optimisme, la débrouillardise : s'il espère des héritages, celui de sa tante ou du grand-père, il n'en fait pas une obsession, et l'existence au jour le jour le comble de joie.

#### Le philosophe en action
Au fond, Dick Swiveller est un philosophe en action : Grand-Maître perpétuel (et seul membre) du très sélect club des « Glorieux Apollions »,, du haut de son siège présidentiel, il pérore en un style très particulier qui interprète le monde à sa façon, avec des mots qui transforment la réalité, même la plus sordide, en une poésie qui la lui rend tolérable. Son discours est bourré d'allusions et de citations que seules des exégèses érudites peuvent expliciter, des chansons de music-hall sans grand sens surtout, qu'il adapte à la situation présente en une véritable mosaïque de références qu'il est seul à comprendre. C'est, explique J. Hillis-Miller, la seule langue qu'il connaît, et en cela, il annonce les personnages de Joyce qui ne savent s'exprimer que dans la langue du XVIIIe siècle,. Ainsi, par la magie du verbe, Dick possède le don de renaître, toujours différent et chaque fois le même, prêt à une nouvelle métamorphose linguistique. Seul handicap, lorsque son cœur est à l'épreuve, la jonglerie verbale s'arrête et sa langue piétine : lorsqu'est évoquée Miss Whackles, dont le nom n'a rien d'euphonique, « c'est une bien brave fille, c'est une rose de printemps éclose en juin, c'est une mélodie chantée en douceur et sans fausse note », voilà tout ce qu'il trouve à dire.

#### Le dernier romantique
Néanmoins, comme le note Malcolm Andrews, l'énergie du verbe l'habite jusqu'au bout, quels que soient les accrocs de la fortune ; même dans la maladie, il trouve l'espérance au fil de la rêverie qui le transporte en Arabie, étrange pays des merveilles. Au fond, Dick est le seul vrai romantique du livre, avec une « faculté d'émerveillement » (sense of wonder) jamais en défaut ; même lorsqu'il sauve la petite martyre des griffes du malheur, alors même que Nell est condamnée, il la magnifie par une promotion et un baptême : de petite servante des Brass sans nom, elle est promue au marquisat, puis grandie en une Sophronia Sphynx de légende, désormais sa reine, qu'il épouse et avec qui il a de nombreux enfants.

## La manière d'écrire

### Le continuum de la pensée et du discours
Dickens fait usage des modes de représentation du discours et de la pensée les plus divers, comme le montrent ces deux courts extraits, le premier appartenant au chapitre XXV et le second au chapitre LXIV :
| « He thanked her many times, and said that the old dame who usually did such offices for him had gone to nurse the little scholar whom he had told her of. The child asked how he was, and hoped he was better. “No,” rejoined the schoolmaster, shaking his head sorrowfully, “No better. They even say he is worse”. » | « Il la remercia à plusieurs reprises, et lui dit que la vieille femme qui était chargée ordinairement de ces soins veillait en ce moment comme garde-malade auprès de l’enfant dont il avait parlé la veille. « Comment va-t-il ? demanda Kelly. J’espère qu’il va mieux ? – Non, répondit le maître d’école secouant la tête avec mélancolie ; il ne va pas mieux. On dit même qu’il va plus mal. » |

| « “I’m dreaming,” thought Richard, “that’s clear. When I went to bed, my hands were not made of egg shells; and now I can almost see through’ em. If this is not a dream, I have woke up by mistake in an Arabian Night, instead of a London one. But I have no doubt I’m asleep. Not the least.” Here the small servant had another cough. “Very remarkable!” thought Mr. Swiveller. “I never dreamt such a real cough as that before. I don’t know, indeed, that I ever dreamt either a cough or a sneeze. Perhaps it’s part of the philosophy of dreams that one never does. There’s another—and another—I say, —I’m dreaming rather fast!”. » | « Je fais un rêve, pensa-t-il, c’est évident. Quand je me suis mis au lit, mes mains n’étaient pas faites de coquilles d’œufs ; et maintenant je puis parfaitement voir à travers. Si ce n’est pas un rêve, je me serai réveillé par aventure en pleine Arabie, dans le pays des Mille et une Nuits et non pas à Londres. Mais il n’y a pas de doute que je suis endormi. » Ici la petite servante eut un nouvel accès de toux. « Prodigieux ! pensa Richard. Jamais je n’avais rêvé d’une toux réelle, comme celle-là ». Au reste, j’ignore si j’ai jamais rêvé de toux ou d’éternuement. Peut-être est-ce dans la philosophie des songes un article dont on ne rêve pas. Une autre toux !... Une autre !... Décidément, c’est un peu fort pour un rêve. » |

Dans le premier exemple, se succèdent discours narrativisé (narrator's representation of speech), discours indirect (indirect speech), discours direct (direct speech) et à nouveau discours indirect. Dans le second, Dick Swiveller, qui a été très malade, reprend peu à peu conscience, et le narrateur s'introduit dans son esprit et lit ce qui s'y passe ; il choisit alors de rapporter directement les pensées du jeune homme, ce qui s'apparente à du discours direct. L'ironie dramatique fait que le personnage est le seul à ne pas savoir qu'il est éveillé, ce que le narrateur et le lecteur, ainsi que la petite bonne, ont bel et bien compris,.

### Le pathos

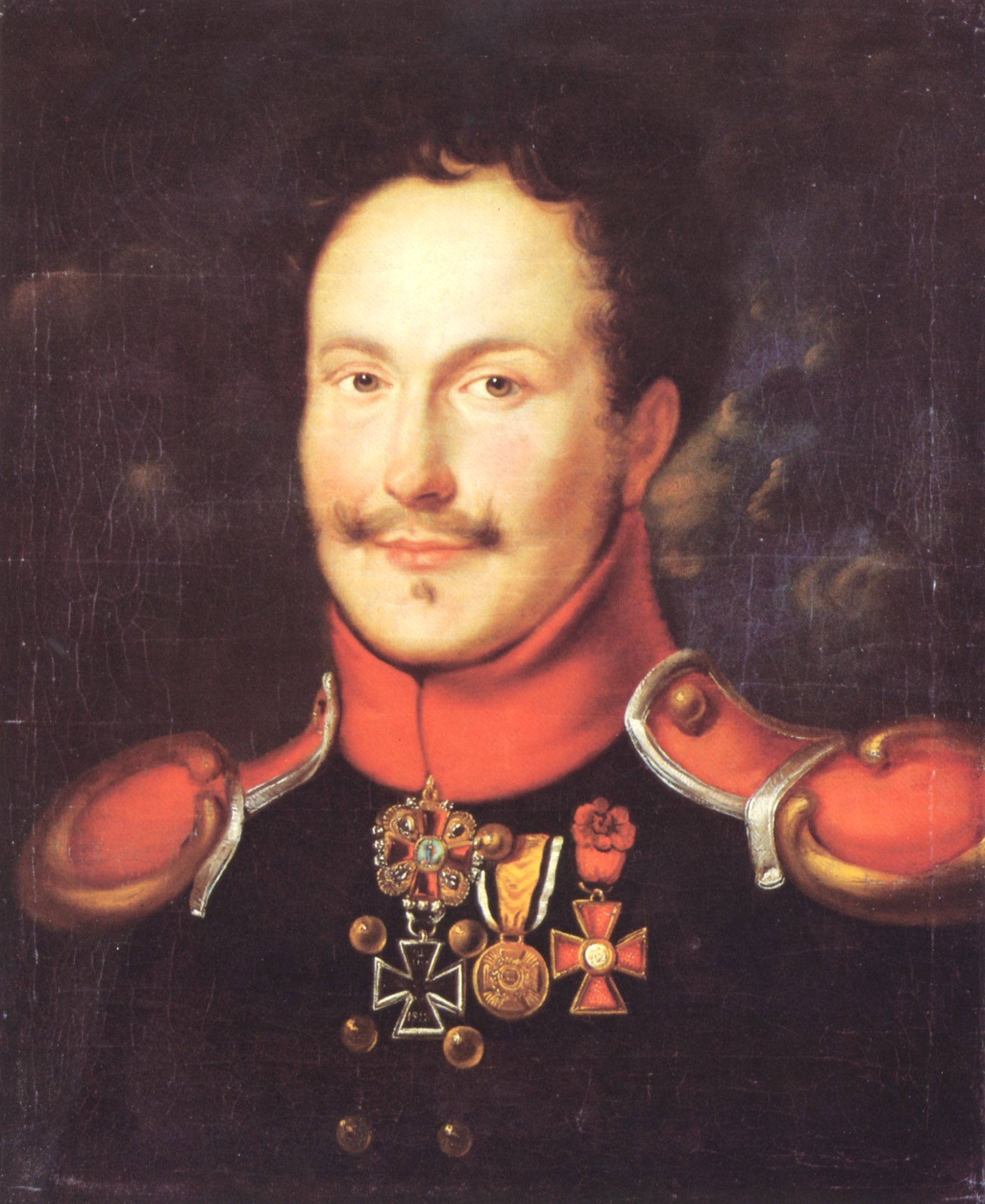
Friedrich de la Motte-Fouqué, l'auteur de Ondine.

Le roman, d'après Andrew Sanders, souffre à ses débuts du format imposé par Master Humphrey's Clock, c'est-à-dire la brièveté des chapitres, la simplicité de l'intrigue, le cercle restreint des personnages. Bientôt, cependant, Dickens s'en affranchit et prend le contrôle de son récit : le nombre des personnages augmente, les cercles concentriques s'élargissent autour de la cellule initiale ; d'abord confinée à une boutique, en fait une petite chambre et une fenêtre, seule ouverture sur l'extérieur, elle est, dès le chapitre XII, soit à la 93e page d'un roman qui en comporte 545 dans l'édition de référence, conduite à l'aventure en des lieux inconnus, hors du cadre urbain de la capitale.
Alors que l'héroïne semble relativement en sécurité derrière ses rideaux et que le grand-père, lui, vacille au seuil de la mort mais garde le cap, c'est l'errance et ses rigueurs, bien différentes des espoirs idylliques, qui, contre toute attente, induisent le dénouement tragique : mort de la jeune fille, folie et mort du grand-père. La ville, d'abord hostile, offrait, semble-t-il, un refuge plutôt stable ; la campagne, pourtant si souhaitée, s'avère traîtresse et mortifère, bien loin des clichés issus des conventions du XVIIIe siècle et des élans du cœur romantiques. La petite Nell, sur son lit de mort dans la verdoyante campagne anglaise, sa faiblesse ainsi achevée par un environnement réputé consolateur, voilà un destin relevant d'un pathétique appuyé, qui a ému jusqu'à l'ancien rédacteur en chef de l'Edinburgh Review, lui qui, pourtant, avait stigmatisé Wordsworth pour « sa malencontreuse propension à un dégradant pathos de bas étage ». Tout cela, affirme Andrew Sanders, donne « une direction et une certaine solennité à un roman extraordinairement divers ». De plus, Sylvère Monod se plaît à souligner que l'émotion que contient la description de cette fin « s'explique en grande partie parce que la mort d'un être jeune fait revivre la perte de Mary Hogarth et aussi parce qu'il [Dickens] éprouve envers les enfants de son imagination un attachement comparable à l'amour paternel ». À ce titre, ajoute-t-il, ce qui est souvent dénoncé comme un « paroxysme émotif » mérite le « respect » qui est dû à de telles « peintures inspirées par des sentiments sincères et estimables », et il précise que « pour qui a subi dans sa propre vie un deuil comparable, il y a lieu d'être reconnaissant à Dickens d'avoir su tempérer le déchirement de la mort par la douceur d'une certaine poésie », une partie de la scène, en effet, étant écrite en vers blancs (blank verse).
Edgar Poe, d'ailleurs, bien loin de rejeter ce pathos, lui trouve des vertus : dans son compte-rendu du roman, après sa publication à Philadelphie par Lea & Blanchard, il admire sa « délicatesse », en ce qu'il se fonde sur l’ideality, soit une forme d'idéalisme (philosophie). À ce titre, écrit-il, il se rapproche de l’Undine (1811) de Friedrich de La Motte-Fouqué, le trouvère de la chevalerie, vivant « dans le rayonnement de la pureté et de la noblesse d'âme »,.

### Les noms et la caricature
Comme toujours dans les romans de Dickens, le nom donné aux personnages est déjà un portrait. Si « Nell » et « Trent » n'ont pas de signification particulière, « Quilp », l'antagoniste principal, à un « l » près, est l'incarnation du « quip », la remarque intelligente, sarcastique, piquante et spirituelle, plus que la boutade, moins que le quolibet ; Swanton Brass a du cuivre en lui (brass), bien sonnant et trébuchant, puisque ce mot signifie en argot « argent » (« fric »). Quant à Dick Swiveller, il tournicote comme l'indique le verbe swivell, et Mr Witherden se rétrécit (wither) dans l'obscurité de son petit bureau où Mr Chuckster, au contraire, s'épanouit en de petits gloussements (chuckle : rire sous cape, glousser) ; Tom Codlin, comme son nom l'indique, a tout de la pomme à cuire (codlin) à laquelle l'allongement confère des allures de poire, et le brave Kit n'est jamais à court d'une débrouillardise pour assembler le nécessaire.
Au chapitre XVII, alors que Nell et son grand-père viennent de rencontrer Codlin et Trotters qui parcourent la campagne avec leur théâtre de marionnettes (Punch and Judy Show) portatif, le narrateur inclut un paragraphe significatif sur le nom de ces nouveaux personnages, celui du patron retenant tout particulièrement son attention : ce petit homme, explique-t-il, s'appelle Harris (l'un des patronymes les plus banals du monde anglo-saxon), mais il s'est peu à peu métamorphosé en le « moins euphonique » Trotters (« Trotteurs »), qui, associé à l'adjectif short (« court »), « conféré en raison de la petite taille de ses jambes », a donné Short-Trotters ; toutefois, précise-t-il encore, ce nom étant composé, « ce qui convient mal à un dialogue amical », le monsieur en question est connu en tant que Short ou Trotters, mais rarement les deux à la fois. De plus, ajoute-t-il un peu plus loin, Trotters lui va bien en raison de son amour des courses. Ce qu'il omet de dire, cependant, et que Peter Preston rappelle dans une note, c'est que trotters signifie aussi et surtout « pieds de cochon ». Ainsi, en tant que narrateur, Dickens éprouve parfois le besoin de justifier son choix, mais il le fait à moitié, laissant aux lecteurs le soin d'en compléter la richesse par toutes les connotations que livre le langage.
Pour autant, ces patronymes dessinent-ils forcément une caricature ? Poe rejette le terme comme infamant : une certaine dose d'exagération est essentielle, s'indigne-t-il, pour parvenir à la vérité d'un personnage ; « Si nous copiions fidèlement la nature, l'objet ainsi copié semblerait contraire à cette nature ». Au contraire, les prétendues caricatures de Dickens sont, ajoute-t-il, « des créations, c'est-à-dire des assemblages (combinations) originaux […], le fruit d'une intelligence créatrice appartenant aux plus hautes régions de l'idéal ».

### La ville et la campagne

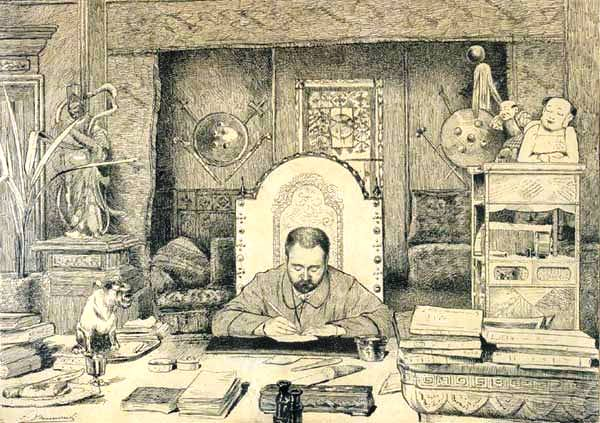
Émile Zola, l'auteur de Nana, dans son cabinet de curiosités.

Dans le chapitre XV, la description passe de la ville et ses faubourgs à la proche campagne, puis à la province profonde. Le narrateur omniscient y guide les fugitifs alors qu'ils s'éloignent du magasin d'antiquités, désormais occupé par Quilp et Brass ; et, du même coup, il fait défiler le décor devant le lecteur : dans ces neuf pages, se trouve condensée la technique descriptive de Dickens.
Le voyage, d'abord nocturne, découvre bientôt les premiers rayons du jour, puis le soleil à son zénith.
L'anthropomorphisme au petit matin
Au début règne l'anthropomorphisme, Dickens interprétant le monde visible selon sa vision : s'il déshumanise le vieillard et l'enfant en automates avançant de façon quasi mécanique (seuls, une pression de la main et un regard sont échangés), il anime les choses, la ville qui se fait « joyeuse » (glad) de la lumière matinale, les bâtiments qui « sourient » d'avoir quitté « leur laideur menaçante » (ugly and distrustful), les rayons qui « clignotent, un éclair dans les yeux » (twinkle) et même le soleil, qui se prend à danser (dancing).
Le naturalisme à la ville
La tonalité change lorsque s'éveille la ville : l'humeur folâtre cède au sombre brouhaha du labeur, et la précision devient naturaliste. La multiplicité des détails, les commentaires à caractère social ne diffèrent guère de ceux de Zola qui, quarante années plus tard, donne à voir, par exemple dans Nana (1880), alors que Nana et Satin descendent la rue Le Pelletier devant le café Riche, la détresse cachée du Second Empire. Quelques remarques sentimentales parsèment le texte, comme à propos des masures qui, à louer ou dont la construction reste à jamais inachevée, s'agglutinent aux bords du « camp de la richesse » (« the camp of wealth »). Alors, le narrateur laisse échapper « where it would be hard to tell which needed pity most » (« où il serait difficile de dire lesquelles suscitent le plus de pitié ») : « pitié », le mot est lâché ; avec Dickens, le pathétique n'est jamais loin.
L'idéalisation de la campagne
Puis se présente la campagne, et, comme souvent, Dickens brosse un tableau idyllique en puisant hardiment dans le langage poétique conventionnel, cette diction poétique (en) héritée du XVIIIe siècle : le jour est « frais » (fresh), l'herbe ondule (waving), les senteurs et les sons, par milliers, sont « excellents » (excellent, adjectif on ne peut moins pittoresque), les fleurs « sauvages » (wild), les feuilles « d'un vert éclatant » (deep green). En réalité, ce vocabulaire codifié ne décrit rien et relève du mythe édénique dont la seule fonction est de s'opposer aux duretés de la ville. Cette dichotomie en contraste participe du schéma général bâti sur des oppositions, avec çà et là, des allusions religieuses explicites : au Pilgrim's Progress, l'arrivée au wicket-gate, ce « portillon » qui, selon Peter Preston, renvoie à l'Évangéliste disant à Chrétien « que la lumière du Christ l'aidera à trouver la porte étroite du ciel » (p. 113 et 119) ; à l’Évangile selon Matthieu, le wide, wide track (« le large, large chemin »), évoquant le verset 13 du chapitre 7 : « Enter ye in at the strait gate: for wide is the gate, and broad is the way, that leadeth to destruction… » (« Entre par la porte étroite, car grande est la porte et large le chemin qui conduisent à la destruction […] ») ; au Livre d'Isaïe (XL, 6-7), lorsque la Voix s'écrie (p. 120) : « Toute chair est semblable à l'herbe et le divin en elle est la fleur du champ : l'esprit du Seigneur les touche de son divin souffle et l'herbe dépérit, la fleur se fane. Crois-m'en : l'homme est herbe ».
Cette divinisation de la campagne, selon J. Hillis-Miller, ne doit pas faire illusion. Dickens sait parfaitement, explique-t-il, que ce monde idyllique n'existe plus, « que demeurer sur cette terre, c'est accepter la vie de la cité avec toutes ses servitudes » ; autrement dit, le voyage de la ville vers la campagne, du présent vers un passé mort, n'est pas une renaissance initiatrice mais un cheminement délibéré vers la mort, celle de l'héroïne et, par voie de conséquence, de son vieil accompagnateur. Autrement dit, lorsque Nell et son grand-père ont quitté Londres, ils ont délibérément opté pour la précarité, la détresse physique, la maladie, la disparition. D'un autre point de vue, la cupidité de Quilp et de Brass, qui les a chassés de leur logis, relève de l'assassinat : Quilp et son sbire représentent la société tout entière qui a, par leurs soins, désigné deux victimes expiatoires, elles aussi innocentes. À l'ultime stade du périple, le sacrifice est consommé et, comme dans le mythe, son maître d'œuvre ou agent se trouve également anéanti.

### Le style réaliste à la Dickens
Jerome Meckier place Dickens dans le camp des réalistes, et, précise-t-il, comme une sorte de compétition au réalisme existait parmi les écrivains de son temps, il a dû très tôt « réaffirmer sa spécificité dans ce domaine par de constantes nouveautés ». John H. Reid reprend cette idée et, dans un article consacré à Oliver Twist, ajoute que l'usage de la métonymie est l'un des procédés les plus originaux que Dickens ait trouvés. Il prend pour exemple « the gentleman in the white waistcoat » (« le monsieur au gilet blanc ») qui décrète qu'Oliver doit être pendu pour avoir osé demander un supplément de bouillie, homme sans nom mais qui apparaîtra de nouveau, toujours identifié par son gilet blanc (chapitres II, III, V, VII et LI).
The Old Curiosity Shop a lui aussi recours à la métonymie, parfois directe comme celle du « monsieur au gilet blanc », par exemple lors de rencontres fortuites des fugitifs avec un compagnon de route, mais aussi de façon plus lâche, par le fait que les personnages sont souvent représentés non seulement avec, mais par leur caractéristique principale : ainsi, le rictus du nain Quilp, le regard contrit de sa femme, même l'innocence de celui de Nell. C'est là une démarche émanant d'un narrateur autocratique s'octroyant le pouvoir de sélectionner un trait particulier, parfois un simple détail, et d'en faire le représentant de la personne, voire la personne elle-même.

## The Old Curiosity Shopdans la culture populaire
Comme il en est pour bien des œuvres de Dickens, la culture dite populaire s'est souvent emparée du roman tant sur scène qu'à l'écran ou sur les ondes. Films, adaptations télévisuelles et radiophonique, dessin animé, opéra, comédie musicale, chansons, les avatars de ce succès sont divers. Le dernier d'entre eux remonte à 2007, repris en 2008.

### Au cinéma et à la télévision

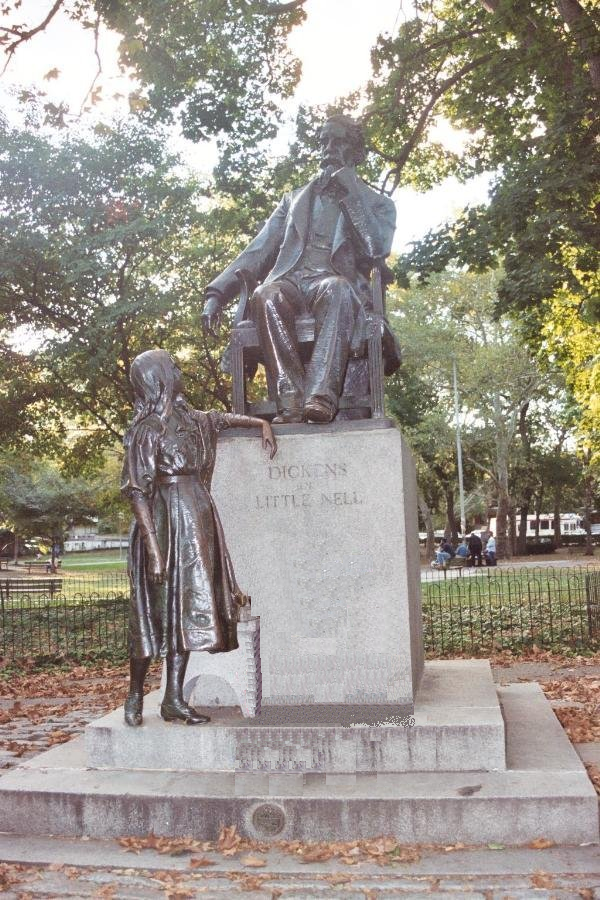
Dickens et Little Nell, bronze de Francis Edwin Elwell (1890), Clark Park, Pennsylvanie.

Le roman a été adapté plusieurs fois au temps du cinéma muet à partir de 1909, d'abord aux États-Unis (1909, 1911 et 1914), puis au Royaume-Uni (mars 1912, avril 1921). Le premier film parlant sur The Old Curiosity Shop a été produit en Angleterre avec Hay Petrie dans le rôle de Quilp en 1934. Cinquante ans plus tard, un film animé de 72 minutes est écrit et fabriqué en Australie en 1984.
Entre-temps, la BBC a diffusé une première adaptation en treize épisodes de 25 min durant l'hiver 1962-1963, avec Patrick Troughton dans le rôle de Daniel Quilp. Une nouvelle mini-série en neuf épisodes de 30 minutes été tournée par la BBC en 1979, puis rendue disponible en DVD. Natalie Ogle y est la petite Nell et Sebastian Shaw le grand-père, mais le personnage de Frederick en est absent et l'histoire se termine avec la scène au cours de laquelle le grand-père se tord de douleur sur la tombe de Nell.
Plus tard en 1995, Tom Courtenay (Quilp) et Peter Ustinov (le grand-père) figurent dans une adaptation télévisuelle de Disney, avec Sally Walsh dans le rôle de Nell Trent.
Enfin, la chaîne de télévision ITV a réalisé une adaptation, Le Magasin d'antiquités, avec Toby Jones (Quilp) et Derek Jacobi (le grand-père) qui a été diffusée au Royaume-Uni le 26 décembre 2007, puis rediffusée le 14 décembre 2008.
Dans la série télévisée française Les Enquêtes d'Éloïse Rome, le lieutenant qui accompagne le capitaine Éloïse Rome s'appelle Éric Nell. Il est surnommé "Le petit Nell" tout au long de la série.

### En musique
Le Magasin d'antiquités a inspiré un opéra en trois actes, Nelly, composé de 1914 à 1916 par Lamberto Landi (1882-1950) et porté à la scène trente années plus tard en 1947.
En 1975, est montée une comédie musicale appelée The Old Curiosity Shop au Royaume-Uni et Mr. Quilp aux États-Unis, avec Anthony Newley dans le rôle de Quilp et Michael Hordern dans celui du grand-père. Sorti peu après le remarquable Oliver !, le film n'a pas connu le succès espéré.
Dans la comédie musicale Cats, le personnage de Gus entonne une chanson, « Gus, The Theatre Cat », poème de T. S. Eliot qui comporte ces mots : « I have sat by the bedside of poor Little Nell » (« Je suis resté assis au chevet de la pauvre Petite Nell »).

### Divers
La radio reprend le roman en 1984 avec une adaptation radiophonique pour BBC Radio 4, avec Tom Courtenay en Quilp.
De façon plus anecdotique, Ye Olde Curiosity Shop (en) est le nom d'un magasin de « curiosités », situé sur le Central Waterfront de Seattle aux États-Unis.

## Éditions françaises du roman
- (fr) Charles Dickens (trad. Alfred Des Essarts), Le Magasin d'antiquités, Paris, Librairie Hachette, 1857[1].
- (fr) Charles Dickens (trad. Alfred des Essarts), Le Magasin d'antiquités, Paris, Hachette, 1876, tomes 1 et 2.
- (fr) Charles Dickens (trad. Sylvère Monod, Marcelle Sibon), Le Magasin d'antiquités, Paris, Gallimard, coll. « La Pléaide », 1963 (ISBN 2070101703), publié avec Barnaby Rudge, édition Pierre Leyris.